# Johann Wolfgang von Goethe
(Goethe, parole attribuitegli in punto di morte)
Johann Wolfgang von Goethe (in tedesco , [ˈjoːhan ˈvɔlfɡaŋ fɔn ˈɡøːtə]; Francoforte sul Meno, 28 agosto 1749 – Weimar, 22 marzo 1832) è stato uno scrittore, poeta, drammaturgo, saggista, pittore, teologo, filosofo, umanista, scienziato, critico d'arte e critico musicale tedesco.

Firma di Goethe

Considerato dalla scrittrice George Eliot «… uno dei più grandi letterati tedeschi e l'ultimo uomo universale a camminare sulla terra», viene solitamente reputato uno dei casi più rappresentativi nel panorama culturale europeo. La sua attività fu rivolta alla poesia, al dramma, alla letteratura, alla teologia, alla filosofia, all'umanesimo e alle scienze, ma fu prolifico anche nella pittura, nella musica e nelle altre arti. Il suo magnum opus è il Faust, un'opera monumentale alla quale lavorò per oltre sessant'anni.
Goethe fu l'originario inventore del concetto di Weltliteratur (letteratura mondiale), derivato dalla sua approfondita conoscenza e ammirazione per molti capisaldi di diverse realtà culturali nazionali (inglese, francese, italiana, greca, persiana e araba). Ebbe grande influenza anche sul pensiero filosofico del tempo, in particolare sulla speculazione di Hegel, Schelling e, successivamente, Nietzsche.

## Biografia
(Goethe, dal libro autobiografico Poesia e verità, vol. I, trad. di Emma Sola, Firenze, Sansoni, 1944)

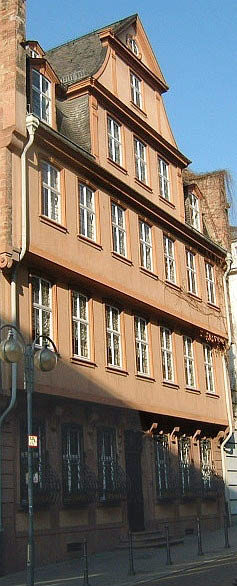
La casa natale di Goethe a Francoforte

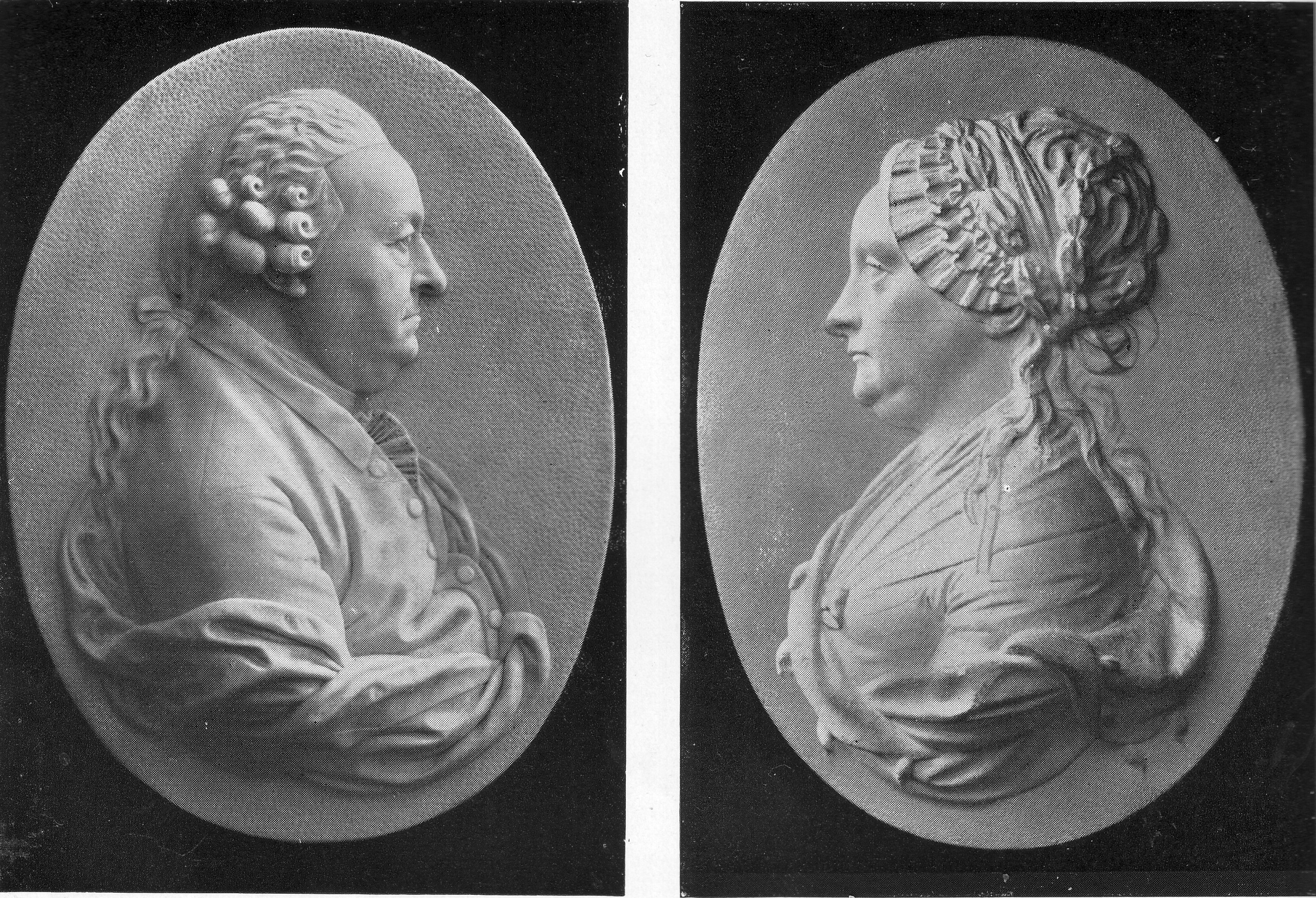
I genitori di Goethe

Goethe nacque il 28 agosto del 1749, a Francoforte sul Meno (l'atto di nascita indica un orario pertinente tra mezzogiorno e l'una). Era figlio di Johann Caspar Goethe (1710-1782), e di Catherina Elisabeth Goethe (1731-1808). Dal lato paterno proveniva da una famiglia originaria della Turingia: infatti il nonno di Goethe, Friedrich Georg Göthe (1657-1730), un sarto che, arrivato a Francoforte, modificò il carattere del suo cognome (che da Göthe divenne Goethe). Friedrich Georg si sposò con Anna Elizabeth Lutz (1667-1700), assicurandosi così la gestione di una fiorente locanda e di un ostello che portarono alla ricchezza della famiglia di Goethe. Il padre di Goethe, ereditando così tutti i beni della famiglia e, con essi, la ricchezza derivatane, poté studiare giurisprudenza in una nota facoltà di Coburgo: il Casimirianum, un antico ginnasio molto ben noto a Goethe figlio e che citerà nel secondo libro di Poesia e verità.
Dal lato materno, invece, Goethe discendeva da una famiglia illustre: i Textor. Il nonno materno di Goethe, infatti, era Stadtschultheiß (traducibile in Italiano con il titolo di Podestà), ed era stato, come di consueto: Scabino (Schöffe); Borgomastro Anziano (Altbürgermeister); e, infine, alla morte di Johann Christoph Ochs von Ochsenstein nel 1747, divenne Stadtschultheiß di Francoforte. La madre di Goethe era una donna intelligente, socievole ma ristretta nel suo ambiente casalingo. Goethe, nel primo libro di Poesia e Verità, farà una tesi e un'antitesi tra il carattere severo del padre (tesi), e il carattere dolce della madre (antitesi del padre).
Goethe fu battezzato il giorno dopo con rito protestante, e alla sua cerimonia presenziarono suo nonno (il podestà) e molti altri personaggi illustri che Goethe ricorderà in Poesia e verità.
Nel dicembre del 1750 nacque la sorella, Cornelia Schlosser (1750-1777), con cui avrà un rapporto molto felice e sereno per tutta la durata della sua vita (Cornelia, afflitta da crisi depressive, morirà nel 1777, all'età di 27 anni, dopo aver dato alla luce un figlio che, in seguito, morirà. Goethe, in occasione della sua morte, compose la poesia "Alles geben die Götter". La relazione tra Goethe e sua sorella fu studiata da molti psicoanalisti, i quali decretarono che tra Goethe e sua sorella vi fosse una "infatuazione" che, a volte, sfiorava l'incesto (anche se non si può sapere con certezza dato il complesso rapporto tra Goethe e i suoi familiari).
Sin dall'infanzia, Goethe fu istruito dal padre in casa. Nel 1755, a seguito del Terremoto a Lisbona, l'equilibrio illuminista e positivista fu oggetto di polemica da parte di Rousseau, Voltaire e Kant, e il piccolo Johann rimase sconvolto, insieme a tutto il resto del mondo, davanti a questo fenomeno naturalistico che, nelle stesse parole di Goethe: "Si può forse affermare che mai demone più potente si sia mai scagliato con tanto orrore e violenza sulla terra".
Durante l'estate, alcune piogge si abbatterono su Francoforte, causando grande scompiglio all'interno della casa dei Goethe, appena rinnovata, che fu sconvolta dalle piogge. A malincuore, il padre di Goethe decise di mandare i suoi due figli in una scuola pubblica dove Goethe, negli anni della vecchiaia, rammentò essere un luogo pieno di creature urlanti che, sconvolgendo l'ordine a cui Goethe e Cornelia erano stati abituati, venivano alimentati dall'inesperienza degli insegnanti.
A partire dal 1755 Johann imparò a leggere e a scrivere il tedesco in una scuola pubblica, poi, privatamente, il latino e un poco di greco. Nel 1757 compose i suoi primi versi, rigorosamente in rima. Nel 1758 studiò il francese e prese lezioni di disegno.
Nel 1756, allo scoppio della Guerra dei sette anni, all'interno di casa Goethe ci fu una "spaccatura" tra il padre del poeta e il nonno materno: Johann Caspar, fedele alle idee di Federico II di Prussia, si schierò apertamente con la Prussia, andando contro ai desideri del suocero, podestà di Francoforte; Textor, infatti, essendo podestà di Francoforte (città libera del Sacro Romano Impero), era fedele alla corona Asburgica e all'imperatore, Francesco I di Lorena. Le tensioni aumentarono all'interno della casa del giovane Goethe (il padre, una volta, come citato da Goethe stesso in Poesia e verità, minacciò il suocero di estrarre la spada e di sfidarlo a duello), e per un po' l'ambiente tranquillo della famiglia fu mosso sia dalle sconfitte sia dalle vittorie prussiane.
Il 1° gennaio del 1759, in accordo con il podestà di Francoforte, delle truppe francesi, guidate dal luogotenente del re, François de Théas von Thoranc, occuparono Francoforte (il Regno di Francia era alleato con l'Austria, e per questo Francoforte, città libera dell'impero, diede accesso militare alle truppe francesi). Il luogotenente del re, con il suo quartier generale, si installò all'interno di casa Goethe (con grande sgomento di Johann Caspar), e il giovane poeta, che a quel tempo aveva una decina d'anni, venne influenzato dai soldati e dallo stesso Thoranc (che ricorderà come un uomo inflessibile, diligente e incorruttibile nella sua autobiografia).
Grazie agli influssi francesi, Goethe ebbe non poche ore di svago all'interno della città natale occupata dalle truppe francesi: imparò le commedie e le tragedie di Jean Racine e di Molière, ed ebbe la brillante idea di redigere una commedia di proprio pugno che, con l'aiuto di un giovane attore francese all'interno di una delle molte compagnie teatrali francesi, mise quasi in scena (quest'opera teatrale non è pervenuta ai giorni nostri).
Nel 1760 Johann apprese l'arte della calligrafia e studiò l'italiano: il padre aveva intrapreso un viaggio in Italia nell'anno 1740, e in quegli anni aveva redatto, di proprio pugno, un diario di viaggio intitolato: Viaggio in Italia compiuto nell'anno MDCCXL. L'insegnante di Goethe, un certo Domenico Giovinazzi, esule dall'Italia dal 1717 e trasferitosi a Francoforte nel 1723, aveva dato lezioni di italiano al padre, alla madre e, infine, a Goethe stesso e alla sorella Cornelia. Giovinazzi, insieme alla madre di Goethe, si esibiva ogni tanto al pianoforte, cosicché Goethe imparò a memoria il "Solitario bosco ombroso" di Paolo Rolli ancor prima di capirne il senso stesso.
Nel 1762 i francesi lasciarono Francoforte e il luogotenente del re, Thoranc, tornò in patria per poi morire lì nel 1794 (Goethe non fa memoria del destino di Thoranc; bensì, rimane ambiguo su di esso).
Sempre nello stesso anno, Goethe prese lezioni di inglese e di ebraico. Il precettore di Goethe in ebraico, un certo Johann Georg Albrecht, verrà menzionato da Goethe con parole buone nella sua autobiografia: stando a Goethe stesso, Albrecht aveva un predilezione per Lucano, da cui leggeva sempre e che, con il passare del tempo, aveva mandato a memoria; Goethe narra anche di come l'uomo avesse una risatina rauca e di come fosse, all'interno della comunità religiosa di Francoforte, fortemente rispettato ma anche deriso dai cittadini per il suo carattere mite e per la sua risata rauca.
Nel 1764, l'anno della salita al trono di Giuseppe II, gli capitò di raccomandare al nonno materno un giovane per un impiego nell'amministrazione cittadina; dopo l'assunzione, si scoprì che quell'impiegato era un truffatore. Johann fu, in un primo tempo, perfino sospettato di complicità, ma presto si riconobbe la sua estraneità ai fatti.
Ormai diciassettenne, fu tempo per Johann di frequentare l'università: egli avrebbe voluto seguire i corsi di lettere classiche e retorica a Gottinga, ma il padre scelse per lui gli studi di diritto a Lipsia e così, il 30 settembre 1765, Johann partì da Francoforte per quella città, con in tasca la buona somma di 1.200 fiorini per garantirsi un più che decoroso mantenimento.

### A Lipsia (1765-1768)
A Lipsia Johann si inserì senza difficoltà nella frivola vita di società, così diversa da quella conservatrice e patriarcale di Francoforte; ebbe una relazione con Kätchen Schönkopf (1746-1810), scrisse Die Laune des Verliebten ("Il capriccio dell'innamorato"), una commedia arcadica, e Die Mitschuldigen ("I correi"), altra commedia senza pretese, e varie poesie musicate da quel Bernhard Breitkopf, proprietario di una Casa editrice musicale che sarebbe diventata molto famosa, del quale il giovane Goethe frequentò la famiglia. Relativamente a questo periodo, egli commentò di avere allora cominciato a seguire la tendenza a «trasformare in un'immagine, in una poesia e a portare a compimento in me quel che mi dava gioia o tormento o che comunque occupava il mio spirito», e che «tutto ciò che si è conosciuto di me sono solo frammenti di una grande confessione». Fra il febbraio e il marzo del 1768 si recò a Dresda, visitando le collezioni d'arte raccolte nella città e in giugno venne a conoscenza della tragica morte di Johann Joachim Winckelmann, che egli apprezzava molto.
Tuttavia i componimenti di Johann non vennero apprezzati ed egli stesso si convinse che fosse meglio bruciare la maggior parte di quella prima produzione; il 28 agosto 1768 ritornò a Francoforte senza aver concluso nulla.

### A Strasburgo (1770-1771)

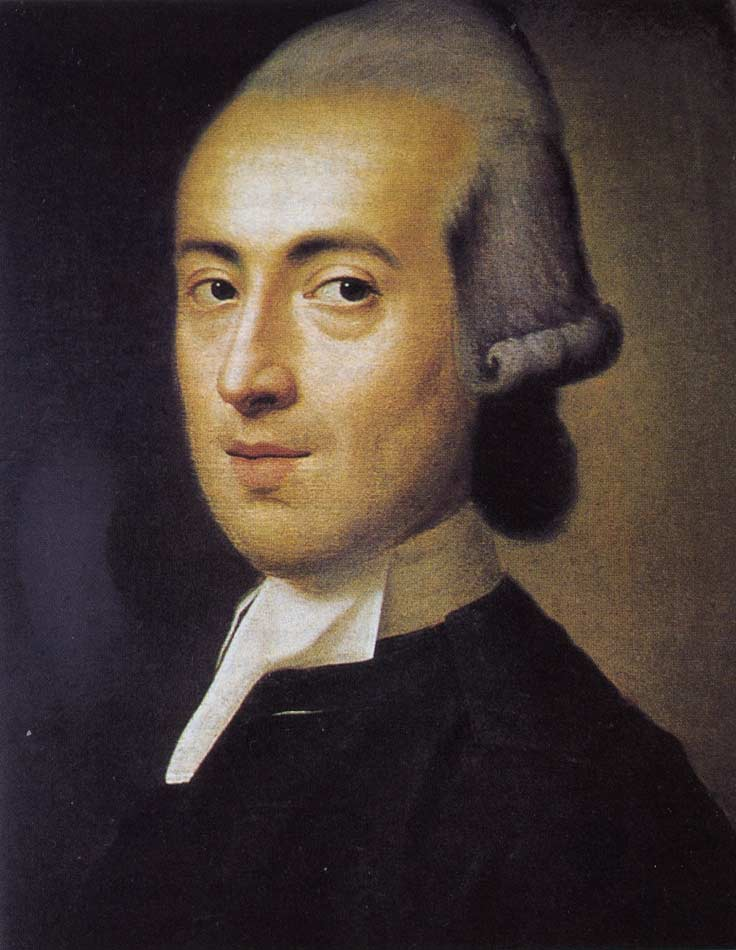
Johann Gottfried Herder

A Francoforte Johann soffrì di coliche, vomitò sangue e dovette subire anche un intervento chirurgico al collo; il giovane Goethe non pensò di poter vivere a lungo e si aprì all'influsso religioso pietistico della madre e della sua amica Susanna Katharina von Klettenberg (1723-1774), una signora quarantacinquenne che egli avrebbe ricordato affettuosamente in Poesia e verità, e nelle Confessioni di un'anima bella. Fu un breve periodo in cui, oltre a partecipare, in verità senza entusiasmo, a pratiche devozionali, lesse la Storia della Chiesa e degli eretici di Gottfried Arnold insieme con l'ascetica Imitazione di Cristo. Interessandosi anche di occultismo e astrologia occidentale, Goethe fu sempre anticonfessionale, pur guardando con simpatia e interesse alla ricerca spirituale, e si definì un eretico che i cristiani avrebbero volentieri messo al rogo.
Con il ritorno della buona salute tornò anche il tempo di riprendere gli studi universitari; a Strasburgo avrebbe potuto imparare bene il francese e studiare in una università di cultura tedesca: così, partito alla fine del marzo 1770, il 2 aprile Johann giunse a Strasburgo. Qui si fece molti amici, come Johann Heinrich Jung-Stilling, che scrisse La giovinezza di Heinrich Stilling, e il futuro drammaturgo Jakob Michael Reinhold Lenz; all'inizio dell'estate visitò con due amici l'Alsazia e la Lorena. Conobbe e subì l'influenza di Johann Gottfried Herder, letterato e filosofo già noto, il quale, al termine di un suo viaggio in Francia, era stato costretto a soffermarsi in settembre a Strasburgo per un'operazione agli occhi. Per un ammiratore della poesia popolare (Volkspoesie) come Herder, Goethe compose il lied Rosellina della landa, gabellandoglielo come autentica poesia popolare, e ne ascoltò le tesi sullo spirito nazionale tedesco elaborandole in scritti su Shakespeare e sull'architettura gotica: «l'architettura tedesca», scrisse Goethe, «la nostra architettura, mentre gli italiani non ne hanno alcuna da vantare come propria e ancor meno i francesi».
Coevo di Maria Antonietta, non solo fu presente alla sua parata nuziale a Strasburgo nel 1770, ma fu anche un importante testimone dell'allestimento del padiglione temporaneo realizzato per la cerimonia di consegna. Nella sua opera Poesia e Verità descrisse dettagliatamente l'edificio e raccontò la sua emozione nell'intravedere la principessa imperiale dietro i finestrini della sua carrozza dorata.
Lesse con interesse i romanzi inglesi di Goldsmith, Fielding e Sterne e si interessò a un personaggio storico, Götz von Berlichingen, e a un personaggio di fantasia che attraverso di lui ottenne poi una fama immortale, il Dottor Faust. Nella primavera del 1771, nel vicino paese di Sessenheim, ebbe un'impegnativa relazione amorosa con Friederike Brion (1752-1813), figlia di un pastore protestante. La relazione gli ispirò diverse liriche, come Willkommen und Abschied (Benvenuto e addio), Maifest (Festa di maggio), Ob ich dich liebe, weiß ich nicht (Non so se ti amo) e Jetzt fühlt der Engel (Ora l'angelo sente).
Nell'estate dello stesso anno Johann presentò la dissertazione che avrebbe dovuto procurargli la laurea, ma poiché questa venne respinta, egli non poté ottenere il titolo di dottore in legge. In sostituzione, il 6 agosto 1771, presentò alcune tesi di diritto che, approvate, gli valsero il titolo inferiore di Licentiatus juris. Salutò Friederike, che avrebbe rivisto a Sessenheim amichevolmente otto anni dopo, e ritornò a Francoforte.

### Götz von Berlichingen

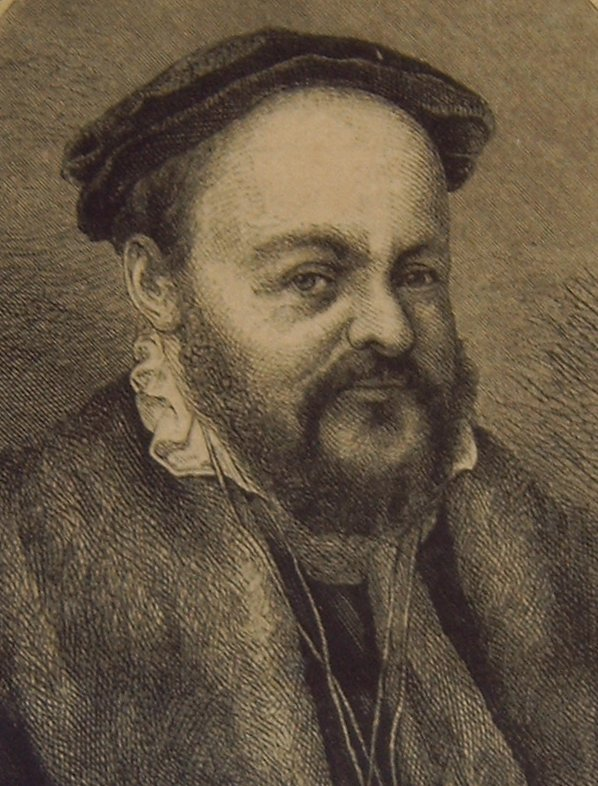
Götz von Berlichingen

Tornato a Francoforte, la città nido, scrisse: «nidus, buono a covarci uccellini ma in senso figurato, spelunca, un tristo paesucolo. Dio ci scampi da tanta miseria. Amen». Il 28 agosto 1771, giorno del suo ventiduesimo compleanno, Goethe ottenne il permesso di esercitare la professione di avvocato, che però avrebbe abbandonato da lì a quattro anni. Continuò a scrivere, in quegli anni, seguendo la nuova corrente dello Sturm und Drang, la nuova poetica preromantica della Tempesta e Impeto (dal dramma omonimo di Friedrich Maximilian Klinger). Scrisse poi che in quegli anni «giovani geniali vennero improvvisamente alla ribalta con grandissimo coraggio e presunzione, com'è peculiare a quell'età, e impiegando le loro energie produssero molte cose buone, donarono molta gioia ma, abusandone, diedero molti dispiaceri e provocarono parecchi guai».
Il frutto degli sforzi di Goethe fu la storia drammatizzata, in prosa, Geschichte Gottfriedens von Berlichingen mit der eisernen Hand dramatisiert (Storia drammatizzata di Goffredo di Berlichingen dalla mano di ferro), il cosiddetto "Urgötz", scritta alla fine del 1771, che venne pubblicata postuma nel 1832. Una versione rielaborata di questo scritto risale all'inizio del 1773, pubblicata in giugno anonima e a sue spese, con il titolo "Götz von Berlichingen mit der eisernen Hand. Ein Schauspiel". Testo di lettura da non rappresentare in teatro, fu pubblicato con autorizzazione di Goethe nel 1787; Goethe vi ritornerà ancora nel 1804 per adattarlo al teatro e la prima rappresentazione fu data a Weimar il 22 settembre 1804. Infine, una versione del 1773, anonima anche questa, venne messa in scena nell'aprile del 1774 con grande successo di pubblico, nel teatro berlinese "Comödienhaus".
Tratto dall'autobiografia dello stesso Götz, scritta nel 1562 e nota a Goethe in un'edizione del 1731, è la vicenda di un piccolo feudatario tedesco che si ribella ai potenti schierandosi con i contadini in rivolta contro l'Impero nella guerra del 1525; Goethe rappresenta la tragedia dell'onestà e della lealtà cavalleresca - in un'epoca in cui la cavalleria era decaduta ad attività di ladrocini, di sopraffazioni e di arbitrii - che soccombono contro la viltà, la corruzione e l'adulazione. Ma è anche la denuncia delle condizioni miserabili di una società che impedisce alle persone di ingegno di realizzarsi, e opprime e si oppone alla virtù.
In realtà Goethe, che segue la concezione möseriana dell'epoca feudale classica come "epoca della libertà", non comprende né la natura reazionaria della rivolta dei nobili né la natura progressista della rivolta dei contadini, ma individua correttamente il processo storico che trasforma i cavalieri in nobili di corte di Stati assolutisti.

### A Wetzlar (1772)
A maggio del 1772, dietro consiglio del padre, Johann si trasferì nella cittadina di Wetzlar, dove era stata istituita la Corte imperiale di giustizia, un tribunale presso il quale si iscrisse il 23 maggio come praticante. Naturalmente non si occupò di faccende legali: preferì frequentare la taverna del "Principe ereditario", dove conobbe, fra tanti, Karl Wilhelm Jerusalem (1747-1772), figlio di un noto teologo, giovane intellettuale inquieto, innamorato di una donna sposata, e l'avvocato Johann Christian Kestner (1741-1800), del quale si conosce un interessante giudizio sul giovane e ancora sconosciuto Goethe:
Non ama turbare negli altri la tranquillità delle loro convinzioni. Odia lo scetticismo, aspira alla verità e alla chiarezza su alcune materie principali e crede anche di avercela, questa chiarezza sulle cose importanti. Ma secondo me, non la possiede ancora. Non va in chiesa, non si comunica, prega raramente: "non sono abbastanza simulatore per farlo", dice. Della religione cristiana ha molto rispetto, ma non nella forma presentata dai teologi. Crede in una vita futura, in una condizione migliore. Aspira alla verità, ma preferisce sentirla più che darne una dimostrazione. Ha già fatto molto e ha dalla sua molte conoscenze e molte letture; ma è più quello che ha pensato e ha ragionato. La sua occupazione principale consiste nelle belle arti e nelle scienze o meglio, in tutte le scienze, tranne quelle che ci procurano il pane... insomma, è un uomo assai notevole.»
(Johann Christian Kestner, da una lettera all'amico Hennings, autunno 1772)

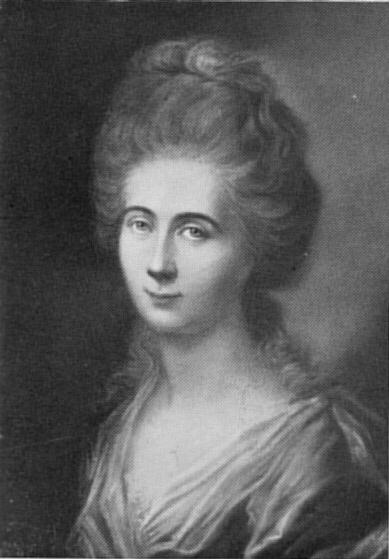
Charlotte Buff Kestner

Kestner era fidanzato con una ragazza, Charlotte (o Lotte) Buff (1753-1828) che, egli scrisse, «non è una bellezza straordinaria ma è quello che si dice una bella ragazza e a me nessuna è mai piaciuta più di lei», mentre Goethe, che la conobbe il 9 giugno e la frequentò quasi giornalmente, la definì una «di quelle che sono fatte, se non per ispirare passioni violente, certo per suscitare la simpatia generale».
L'insistente assiduità della presenza di Goethe provocò la reazione di Lotte che, il 16 agosto, gli dichiarò che egli «non può sperare altro che amicizia» e l'11 settembre 1772 Goethe lasciò Wetzlar. A Francoforte, ricevette da Kestner la notizia che il comune amico Jerusalem si era ucciso il 30 ottobre; nella vicenda vi era tutto l'intreccio del prossimo romanzo I dolori del giovane Werther.

### I dolori del giovane Werther(1774)
Werther conosce e frequenta due giovani fidanzati, Charlotte e Albert; si innamora della ragazza, che pure potrebbe ricambiarlo, ma è respinto da quest'ultima (chiamata amichevolmente Lotte) che è promessa in sposa ad Albert e può concedere a Werther solo la propria amicizia.

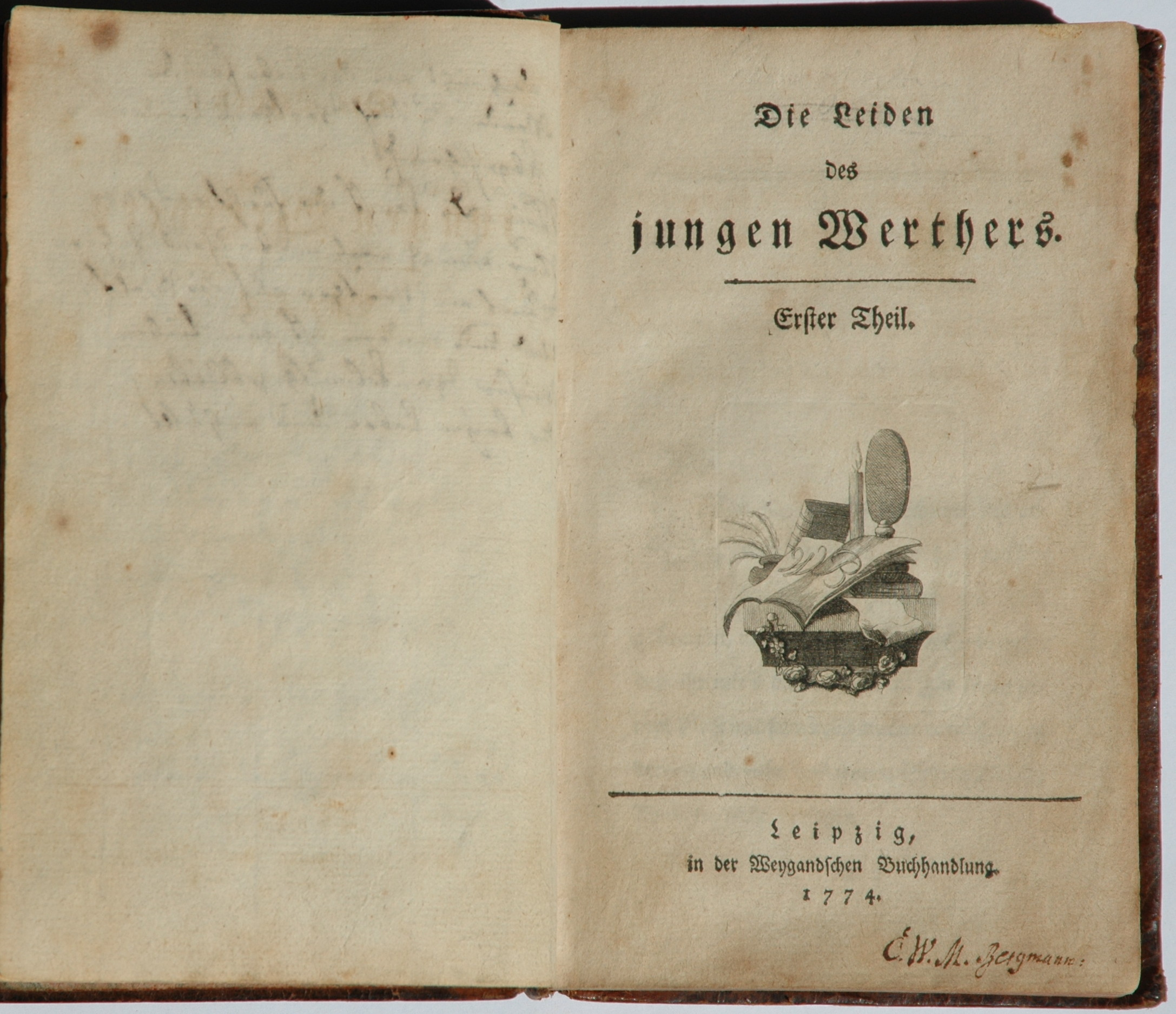
Frontespizio della prima edizione

Werther è un intellettuale borghese le cui possibilità di realizzarsi sono condizionate dalla capacità o meno di adeguarsi alla realtà delle piccole corti aristocratiche tedesche. Egli vive una duplice contraddizione: l'incapacità di realizzare il fine dell'umanesimo borghese di una piena realizzazione della propria personalità nella viva realtà sociale e l'incapacità di accettare la convenzione pietistica del tempo, secondo la quale l'amore fra uomo e donna, se non permesso, deve trasformarsi in amore fraterno. La contraddizione non si risolve perché Werther non separa gli interessi sociali dai suoi interessi individuali: intellettuale in una Germania semifeudale, non riesce a realizzarsi e la sua coscienza, che non scinde in sé le esigenze della ragione da quelle del sentimento, le esigenze dell'ambizione sociale da quelle dell'amore, lo spinge al suicidio.

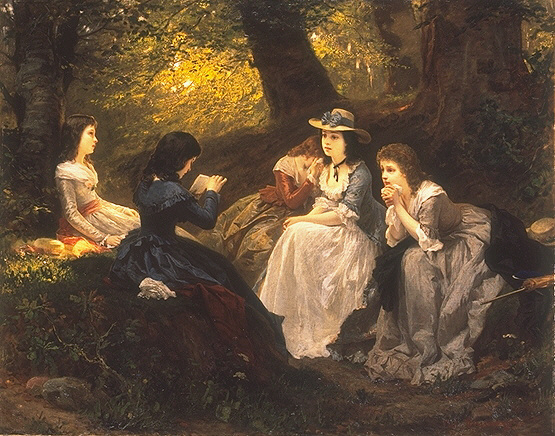
Leggendo il Werther, dipinto di Wilhelm Amberg, 1870

Napoleone, nel noto incontro a Erfurt nel 1808, fece rilevare a Goethe proprio la mancata separazione, in Werther, fra ambizione e amore; e infatti Napoleone seppe ben distinguere, nella sua vita, la necessità della realizzazione del successo politico da quella del sentimento privato: in quanto non diviso dalla realtà di una società ben più matura, egli aveva ben chiara tale distinzione, da lui vissuta nella scissione della propria coscienza. Werther ha invece una coscienza indivisa proprio perché egli vive separato dalla realtà; per continuare a vivere, egli avrebbe dovuto "uccidere la sua coscienza", avrebbe dovuto "morire nella propria coscienza" per poter vivere senza sofferenze nella realtà.
Il successo di questo romanzo epistolare, scritto di getto dal febbraio al marzo 1774, fu straordinario e fu anche pretesto di non poche funeste imitazioni; lo stesso Goethe assistette al recupero del cadavere di una ragazza suicidatasi a Weimar con in tasca il romanzo. La maggior parte dei lettori credette di ravvisare in Werther, come scrisse il Croce, «l'apologia della passione e ragione, la protesta contro le regole, i pregiudizi e le convenzioni sociali» non vedendo invece la sostanza reale, la rappresentazione di una malattia, che non è tuttavia la malattia psichica di un individuo, ma è la malattia della Germania dell'epoca.
Al tempo in terra tedesca, ancora lontana dagli ideali di libertà e autodeterminazione francesi o americani, il disagio e la ristrettezza dovuti alla condizione di cittadino rinchiuso tra le mura di mille staterelli erano sentore comune tra le classi medio-alte. Werther, come borghese, ne è l'esempio ma anche al contempo la parodia: lo scopo di Goethe era infatti quello di mettere in ridicolo questo atteggiamento di passività fisica e mentale, cosa che non fu pienamente capita dai lettori meno attenti. In molti casi, la sottile ironia del maestro tedesco, soprattutto un'errata e affrettata interpretazione, finì per portare molti giovani di buona famiglia al suicidio. Quarant'anni più tardi, in Poesia e verità, Goethe scriverà al riguardo:
(Goethe, Poesia e verità, 1811-1833)

### A Weimar (1775-1786)

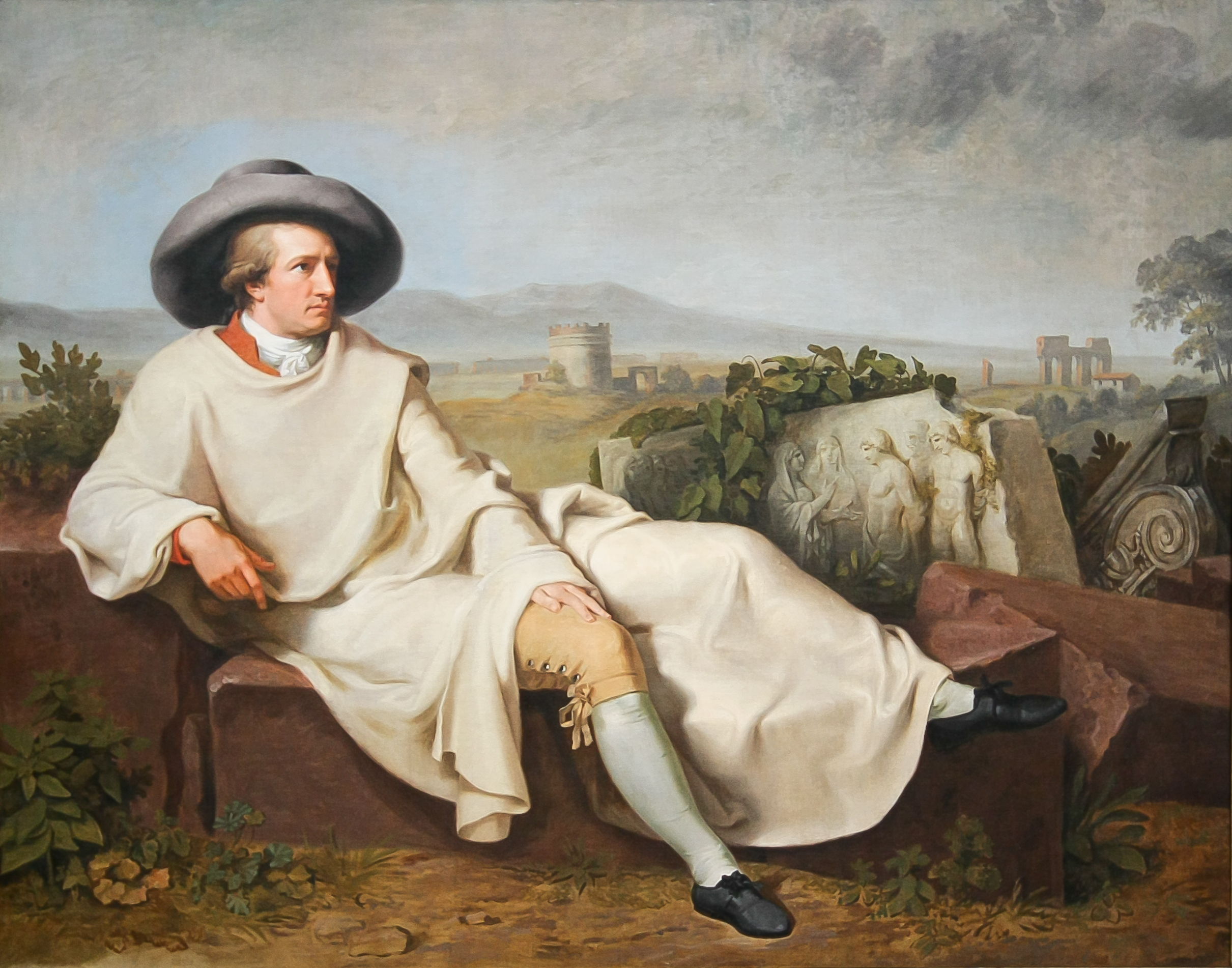
Ritratto di Goethe nella campagna Romana, di Tischbein

Goethe conobbe Klopstock e il teologo svizzero e appassionato di fisiognomica Johann Caspar Lavater, il quale credeva di individuare nel profilo dei volti il carattere delle persone e, a questo scopo, fece eseguire dal pittore Schmoll diversi ritratti di Goethe. Incontrò anche il filosofo Jacobi, il quale, polemizzando contro Spinoza e qualificandolo come ateo, stimolò Goethe, che pure non amava la filosofia, ad approfondire la conoscenza del filosofo olandese. In seguito Goethe si sarebbe sempre riconosciuto nelle teorie panteiste di Spinoza.
Nel 1775 ebbe un nuovo breve fidanzamento con la sedicenne Lili Schönemann (1758-1817), figlia di un banchiere, ma in ottobre, non sopportando la prospettiva di un vincolo matrimoniale, ruppe con lei e il 7 novembre giunse a Weimar come precettore del diciottenne Carlo Augusto, duca di Sassonia-Weimar-Eisenach, che governava uno staterello formato unicamente dalla capitale Weimar, cittadina di 6.000 abitanti, dalla città universitaria di Jena e da alcune "ville di delizia".
Nel 1776 Goethe divenne membro del Consiglio segreto: il 6 settembre 1779 venne nominato consigliere segreto e confessò: «mi sembra meraviglioso raggiungere, come in un sogno, a trent'anni, il più alto grado onorifico che un cittadino tedesco possa ottenere». Il 10 aprile 1782 ottenne il titolo nobiliare dall'imperatore Giuseppe II. Nel frattempo scrisse il dramma Stella.

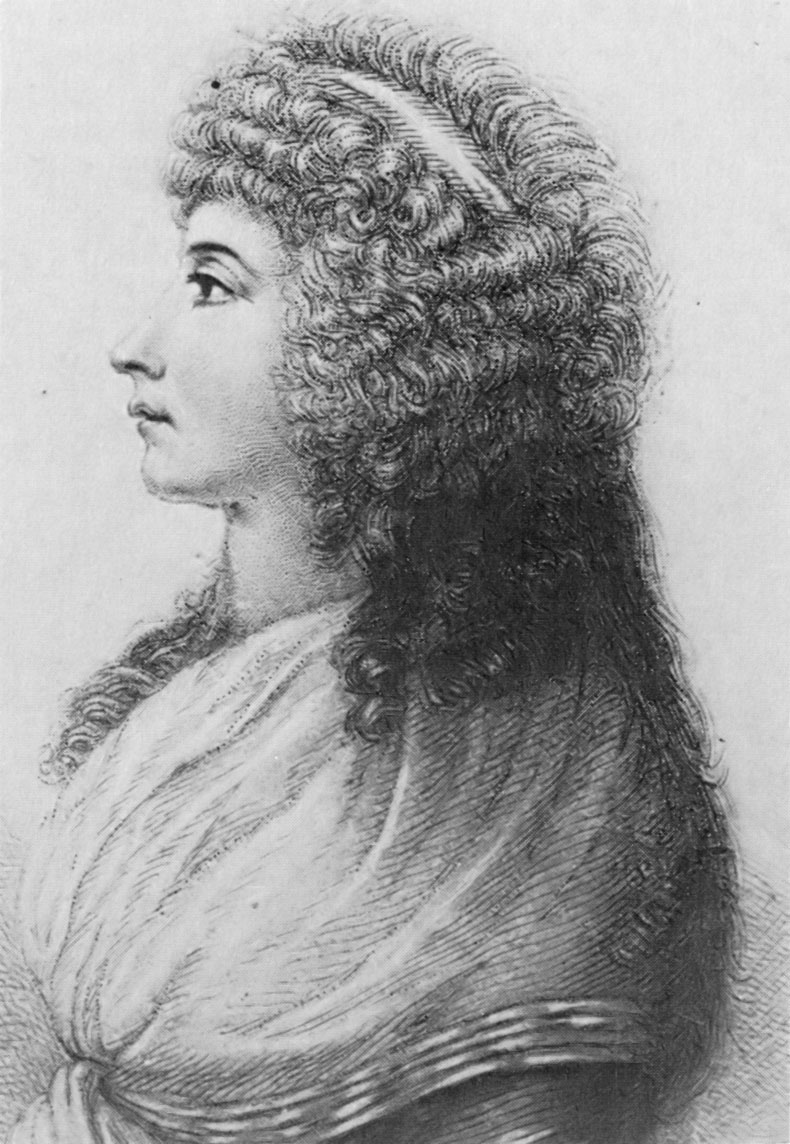
Charlotte von Stein

Gli anni che vanno dal 1776 al 1788 furono segnati dall'amicizia con Charlotte von Stein (1742-1827), donna che si impegnò a educarlo ai compiti che lo avrebbero atteso come precettore e poi come consigliere del duca. La von Stein dovette innanzitutto trasformare l'illustre poeta in un uomo di mondo, poi ridurre il viziato idolo del momento in un uomo rispettoso delle regole di vita esistenti nel ristretto e selezionato ambiente in cui viveva la duchessa Anna Amalia. Questi insegnamenti di equilibrio, misura e autocontrollo, che furono la base della sua evoluzione, vennero ben accettati da Goethe, pur costandogli considerevoli sforzi e sacrifici.
Nel 1777 morì la sorella Cornelia. Johann visitò la zona dello Harz e cominciò il Wilhelm Meister. Nel 1778 fece un viaggio a Berlino e cominciò a scrivere l'Ifigenia in Tauride (Iphigenie auf Tauris), completata nella versione in prosa l'anno successivo. Studiò mineralogia, anatomia, osteologia, geologia e botanica e, nel 1782, anno di morte del padre, si trasferì in una nuova e definitiva casa.
I primi dieci anni trascorsi a Weimar, caratterizzati da una certa povertà nella produzione poetica, mostrarono soprattutto questa sua lenta trasformazione. Vi furono opere ancora improntate alla sua poesia precedente, come, per esempio, I canti di Mignon inclusi nel Wilhelm Meister, le due ballate Il pescatore (Der Fischer) e Il re degli elfi (Erlkönig), e lo stupendo Canto notturno del viandante (Wanderers Nachtlied), poesia nella quale l'anima del poeta lentamente si sostituisce al cuore capriccioso che aveva dominato la produzione precedente.
La ricerca della verità ultima dell'anima dominò altre composizioni; scrisse infatti il Canto degli spiriti sopra le acque (Gesang der Geister über dem Wasser, che fu poi musicato da Franz Schubert), i Limiti dell'umano (Grenzen der Menschheit) e Il divino (Das Göttliche). In quel periodo (dal 1777 al 1785) Goethe compose anche il romanzo La missione teatrale di Wilhelm Meister (Wilhelm Meisters theatralische Sendung), in questa prima versione ritrovato e pubblicato solo nel 1911. Quegli anni, inoltre, lo videro impegnato su diversi fronti come consigliere ministeriale per gli affari militari, per la viabilità, per le miniere e la pubblica amministrazione.
Durante il suo soggiorno a Weimar, Goethe fu iniziato alla massoneria nella loggia «Amalia» il 23 giugno 1780. Un anno dopo, il 23 giugno 1781, diventò «Compagno», «Maestro» il 2 marzo 1782, con il duca Carlo Augusto di Sassonia-Weimar-Eisenach, che era un suo amico e protettore. Il 4 dicembre 1782 ricevette il quarto grado scozzese della «Stretta Osservanza» e l'11 febbraio 1783 aderì agli «Illuminati».
Fu anche sovrintendente ai musei, e - come si è detto - nel 1782 venne insignito del titolo nobiliare. Quel periodo di radicali cambiamenti, e senza dubbio negazione di sé, finì quando Goethe, nel 1786, all'insaputa di tutti, fuggì in Italia.

### Goethe in Italia (1786-1788)

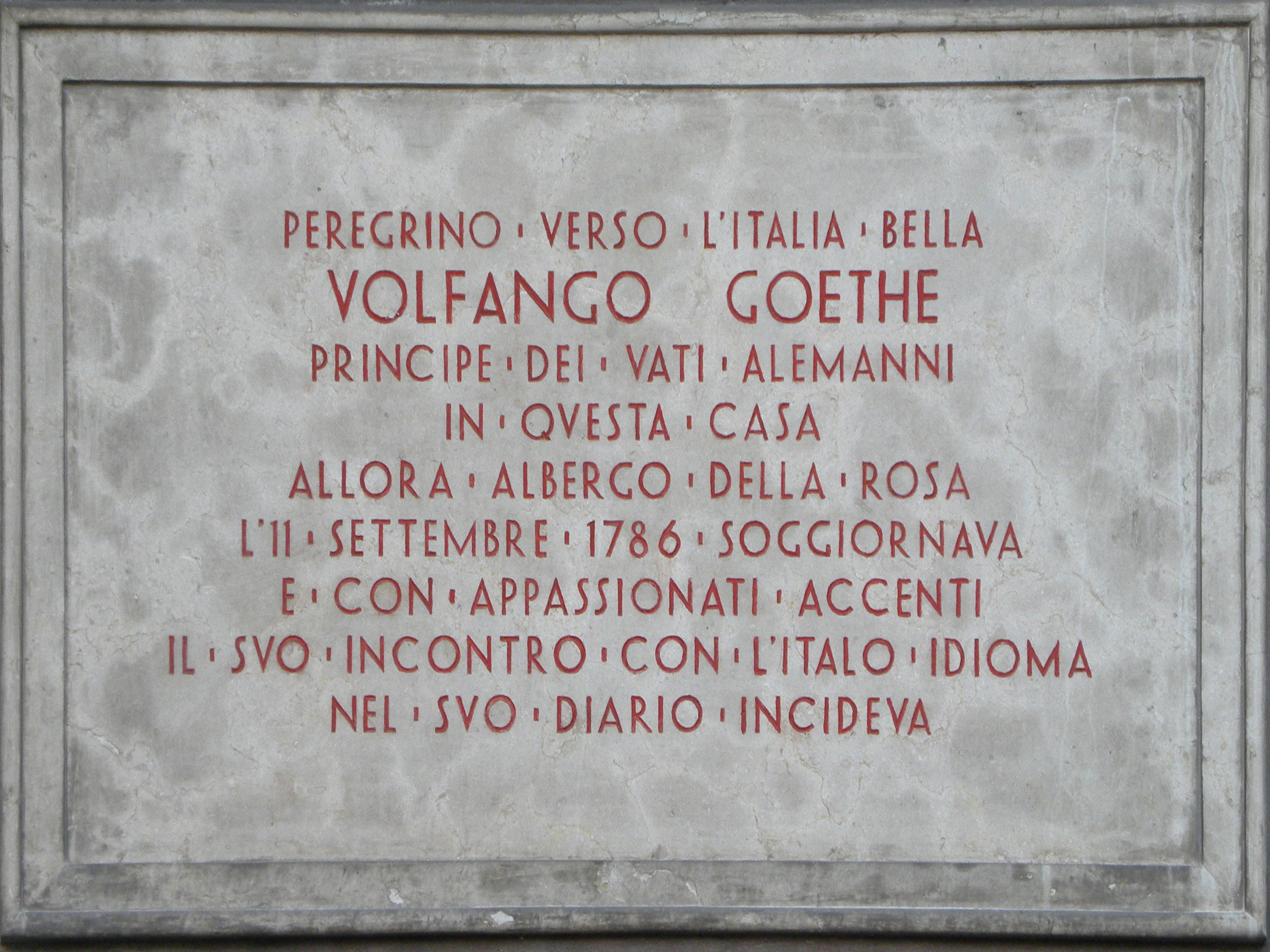
Lapide in memoria di Goethe a Rovereto

Nel 1786 Goethe, a 37 anni, intraprese il suo primo viaggio in Italia, durato quasi due anni: arrivò a Trento il 10 settembre e poi continuò il suo viaggio verso Rovereto e Torbole.
(Viaggio in Italia, 1829)
Entrato nel territorio della Repubblica di Venezia si fece malaccortamente sorprendere a Malcesine mentre redigeva uno schizzo del castello.
Fu quindi sospettato di essere una spia e tratto in arresto, per essere poi liberato appena venne confermata la sua identità.

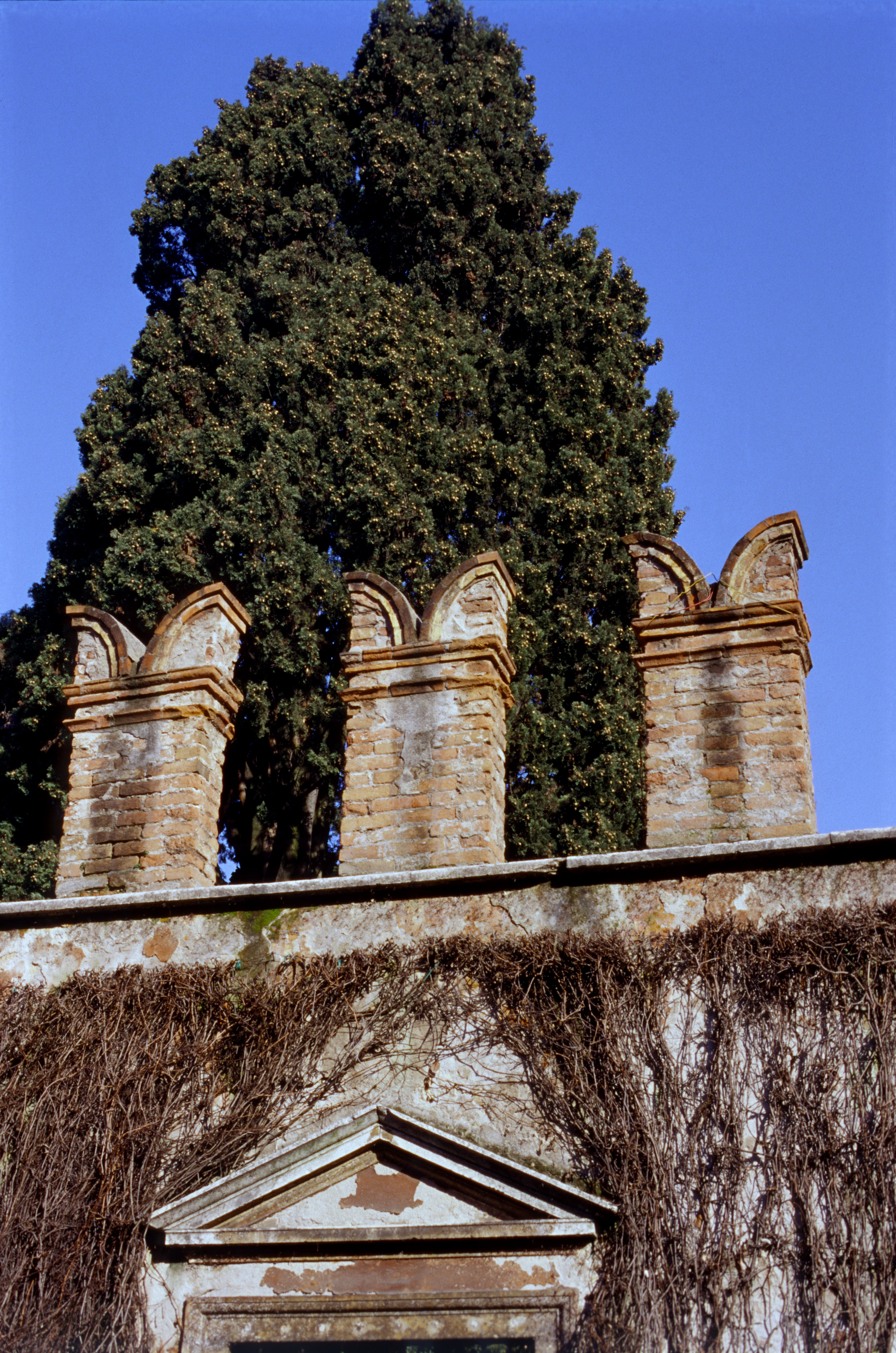
Cipresso di Johann Wolfgang von Goethe nel 1994 (abbattuto da una tempesta nel 2020), palazzo Giusti del Giardino

Il lago di Garda gli fece una grandissima impressione, in quanto il clima mediterraneo, gli uliveti e gli agrumi del Benaco gli schiudevano un nuovo mondo e quando, poche settimane dopo, giunse a Verona, ricchissima di resti romani, il suo entusiasmo salì alle stelle, soprattutto dopo la visita all'Arena.
Dopo Verona, Goethe si spostò dapprima a Vicenza. Qui visitò alcune opere architettoniche di Andrea Palladio, lodando l'artista, e Villa Valmarana ai Nani, elogiando il Tiepolo.

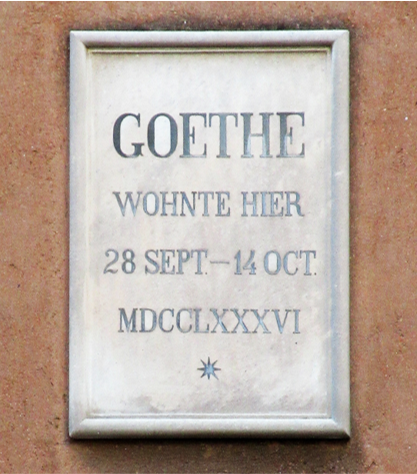
Venezia, Calle dei fuseri

Il 28 settembre, alle cinque di sera, Goethe arrivò a Venezia e, alla vista di una gondola, lo scrittore rammentò un modello in miniatura che il padre aveva portato dal suo viaggio in Italia. Qua si fermò per 16 giorni dove, oltre alle opere artistiche, tra cui i Cavalli di San Marco, si divertì molto a vedere nei teatri gli spettacoli della Commedia dell'arte; inoltre si fece portare al Lido di Venezia, dove per la prima volta vide il mare.

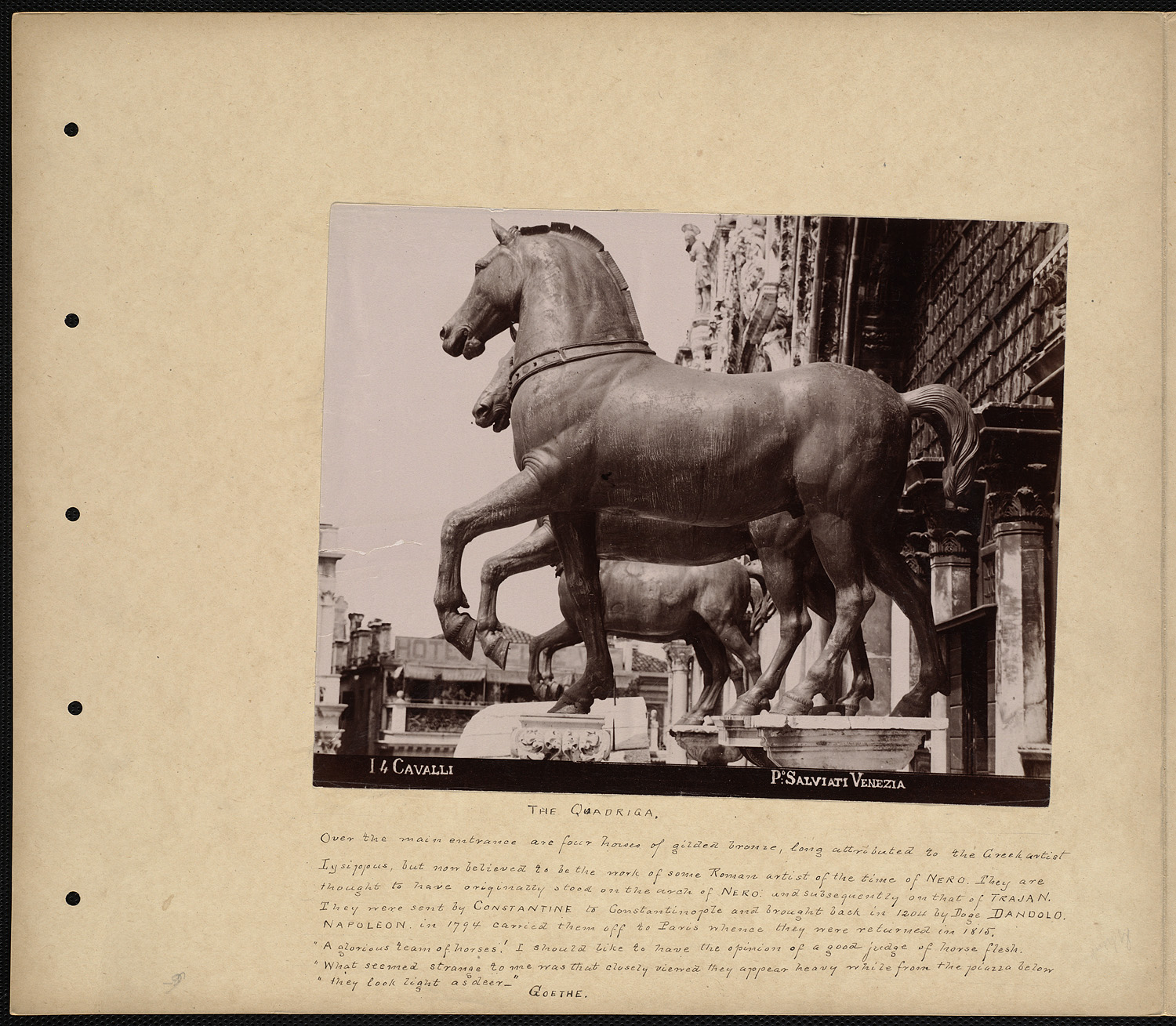
I cavalli di San Marco

Proseguì quindi per Roma e soggiornò in via del Corso 18 dove oggi c'è il museo la Casa di Goethe e riscrisse Ifigenia in Tauride in versi, poi nel febbraio-giugno 1787 arrivò a Napoli, dove si fermò più di un mese. In città soggiornò presso Palazzo Filangieri d'Arianello (dove è ora presente anche una targa in suo onore) e Palazzo Sessa, all'epoca sede dell'Ambasciata inglese nel Regno di Napoli.
A Napoli conobbe Jakob Philipp Hackert e Gaetano Filangieri. Salì per due volte sul Vesuvio in eruzione, visitò Pompei, Ercolano, Portici, Caserta, Torre Annunziata, Pozzuoli, Salerno, Paestum e anche Cava de' Tirreni, città da cui rimase particolarmente affascinato. Sbarcò poi in Sicilia, visitando Palermo, Segesta, Selinunte e Agrigento, passando per Caltanissetta, quindi sul versante est a Catania, Taormina e Messina. Ne rimase estasiato, affermando alla fine del suo lungo viaggio: 
Durante il viaggio, la sua conoscenza di base della lingua italiana si è presto approfondita fino a diventare fluente. Il focus delle sue descrizioni cambia. Dominano le osservazioni di carattere scientifico naturale, soprattutto mineralogico, ma anche meteorologico, geologico, geografico e, non ultimo, botanico. Il suo principale interesse artistico e architettonico è l'antichità, nella quale trova più pienamente realizzata l'identità della legge naturale e artistica. In ogni luogo del suo viaggio guarda le opere d'arte antiche nei musei e nelle collezioni private. La sua concentrazione sull'antichità e la sua rinascita nell'arte fa sì che il deciso classicista quasi disprezzi la cultura dell'epoca, che fu influenzata dal barocco cattolico. Goethe giudica la popolazione nel suo insieme: “Non potrei dire altro sulla nazione se non che sono persone naturali che, con lo splendore e la dignità della religione e delle arti, non sono un capello diversi da come sarebbero nelle caverne e nelle foreste.”

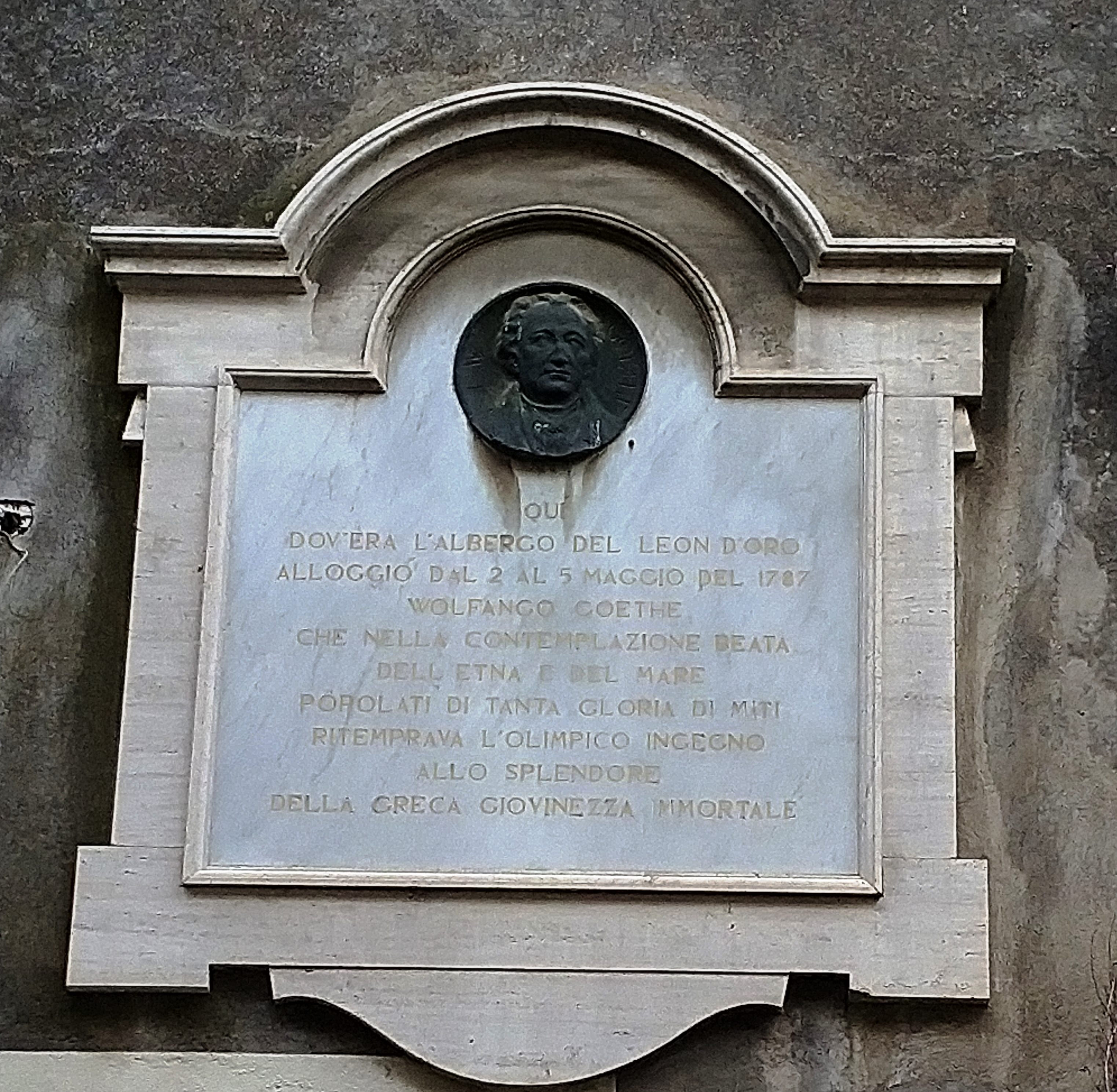
Goethe alloggiò a Catania nel 1787, epigrafe di Mario Rapisardi

Dopo un secondo soggiorno a Napoli rientrò a Roma e infine il 18 giugno 1788 a Weimar, dopo aver trascorso due anni di piena felicità, nel duplice appagamento dei sensi e dello spirito, grazie all'amore e all'incanto della civiltà antica. Il paesaggio, l'arte e il carattere del popolo italiano incarnarono il suo ideale di fusione di spirito e sensi. Qui egli riuscì a dare la forma definitiva a quella Ifigenia in Tauride che, scritta in prosa, trovò il suo compimento nel Blank verse o "pentapodia giambica". Durante il suo soggiorno di più di un anno a Roma commissionò allo scultore di Sciaffusa Alessandro Trippel il proprio famoso busto marmoreo. Non ultime, aveva anche vissuto alcune avventure amorose, che si riflettevano in un libro di poesie, Elegie romane.
La Ifigenia venne giudicata il vangelo del moderno umanesimo. Questo dramma, come tutti i drammi di Goethe, fu una tragedia solo in potenza, infatti Ifigenia avrebbe salvato il fratello dalla follia e Toante dall'ingiustizia, ma, soprattutto, grazie alla propria forza morale, avrebbe trionfato sul destino e mantenuto la propria libertà. Un altro esempio di questo peculiare intendere il dramma, fu il Torquato Tasso, altra opera portata a termine in Italia (Goethe visitò la cella del Tasso e la casa di Ludovico Ariosto a Ferrara e gli antichi palazzi degli Estensi), nel quale lo scrittore tedesco celebrò nel poeta italiano il proprio demone giovanile.

### Ritorno a Weimar (1788-1832) e ultimi anni
Al ritorno a Weimar trovò una fredda accoglienza. Rinunciò a quasi tutti gli incarichi e si legò stabilmente a Christiane Vulpius (1765-1816), una semplice fioraia. Dei cinque figli avuti con lei, solo August (1789-1830) sarebbe sopravvissuto.

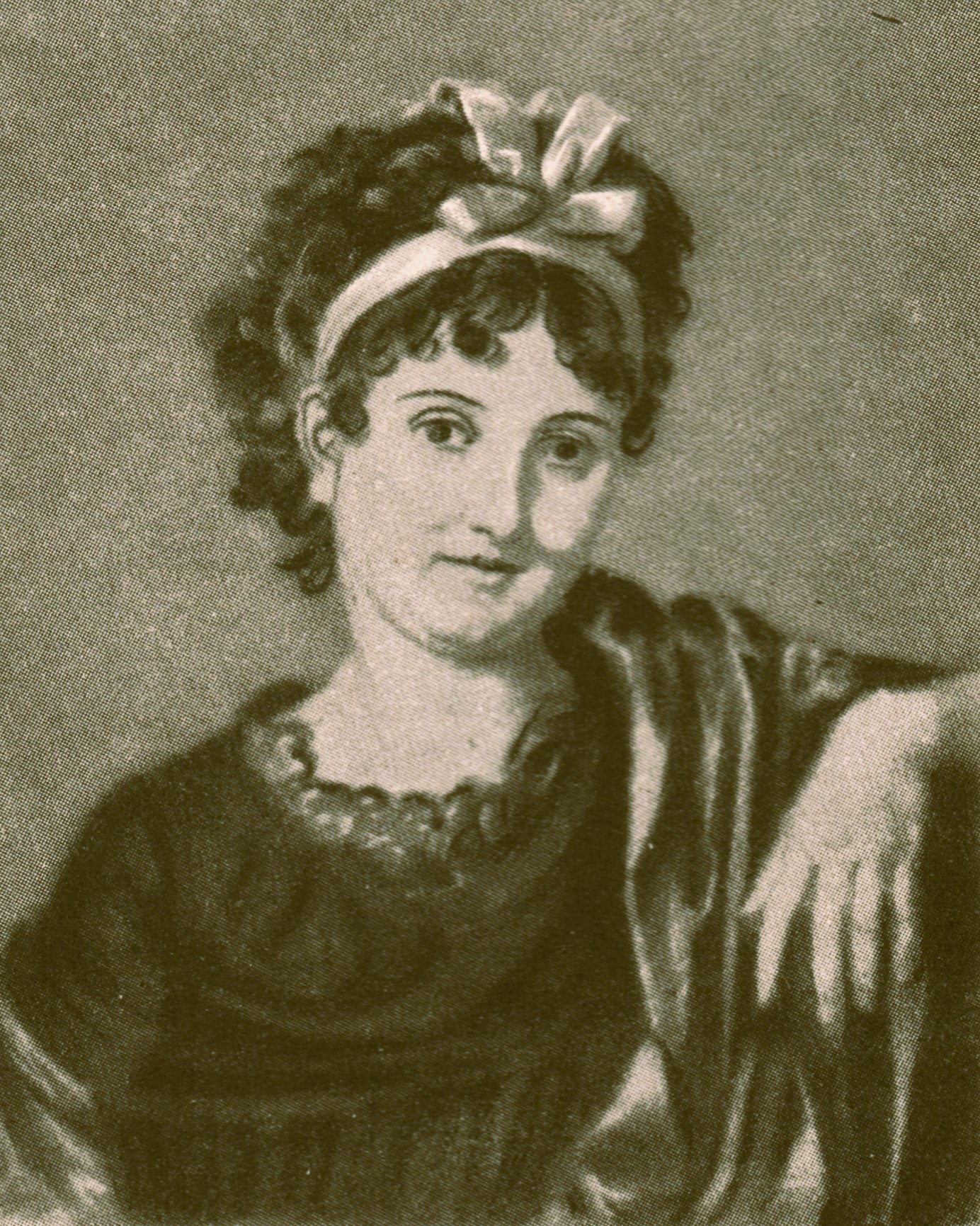
Cristiana Vulpius, in seguito signora Goethe

La pubblicazione delle Elegie romane (Römische Elegien), racconto del periodo italiano, suscitò indignazione per i suoi aspetti sensuali e licenziosi. Studiò anatomia e ottica.

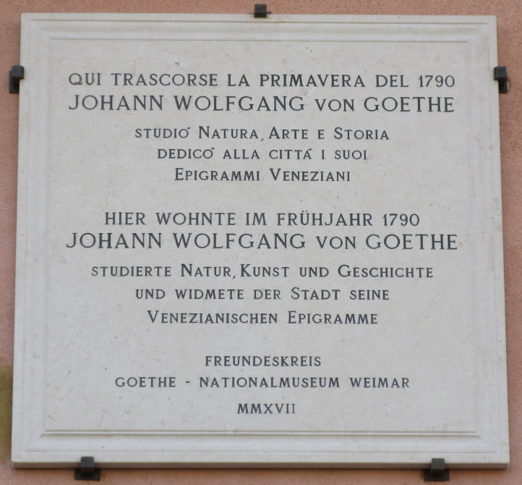
Targa commemorativa di Goethe a Venezia sulla Riva del Carbon

Nel 1790 fece un breve viaggio a Venezia che gli ispirò gli Epigrammi veneziani (Venezianische Epigramme). Scrisse la Metamorfosi delle piante (Versuch die Metamorphose der Pflanzen zu erklären) e i Saggi sull'ottica. Nel 1792 assistette alla battaglia di Valmy e l'anno successivo all'assedio di Magonza. Poi pubblicò, senza successo, La volpe Reinardo (Reineke Fuchs), poema animalesco. Non condivise gli ideali della rivoluzione francese, fu invece ammiratore di Napoleone, pur avendo capito che era un tiranno, che ebbe modo di conoscere nel 1808. In quell'anno, Goethe incontrò Napoleone due volte. La prima volta, il 2 ottobre, l'Imperatore lo ricevette insieme a Talleyrand, Berthier, Savary e Soult, per un'udienza privata al Congresso di Erfurt, dove Napoleone parlò con apprezzamento del suo Werther, seppur in modo un po' sbrigativo, perché stava facendo colazione. In quell'occasione Napoleone gli disse, dopo averlo guardato attentamente e fattogli cenno di avvicinarsi, "Vous êtes un homme" (Voi siete un uomo) o, secondo altre versioni, "Voilà un homme" (Ecco un uomo).. Un secondo incontro ebbe luogo a Weimar il 6 ottobre, durante un ballo di corte. Il 14 ottobre 1808, Napoleone lo nominò Cavaliere della Legion d'Onore.
L'insieme degli eventi chiuse Goethe in una sorta di isolamento sociale, ma soprattutto spirituale. La consapevolezza di essere incompreso e la dolorosa coscienza della propria momentanea aridità poetica lo portarono al disprezzo e rifiuto di tutto ciò che fosse lontano dal proprio modo di pensare. La crisi di quegli anni fu gravissima, ma, come già in passato, nel 1794, la comparsa e l'amicizia di un uomo come Friedrich Schiller lo salvò da tale situazione. Dal 1794 si dedicò principalmente alla letteratura. Nel 1808 uscì l'edizione Opera omnia in 12 volumi, ma ancora doveva pubblicare Le affinità elettive (Die Wahlverwandschaften), la Teoria dei colori (Zur Farbenlehre) e molto altro, tanto che nel 1826 cominciò l'edizione completa in 40 volumi.
Nel 1814 incontrò Marianne von Willemer (1784-1860). Nel 1817 assistette al matrimonio del figlio August con Ottilie von Pogwisch (1796-1872), dalla quale ebbe poi tre figli che Goethe poté conoscere. Intorno agli anni 1821-1823 amò (dopo la morte della moglie, avvenuta nel 1816) una certa Ulrike von Levetzow (1804-1899), di 55 anni più giovane di lui.
Negli ultimi anni conobbe e si affezionò al giovane Felix Mendelssohn, allora poco più che ventenne, che lo venerava e poté abbellire le sue ore con la musica e la colta conversazione.

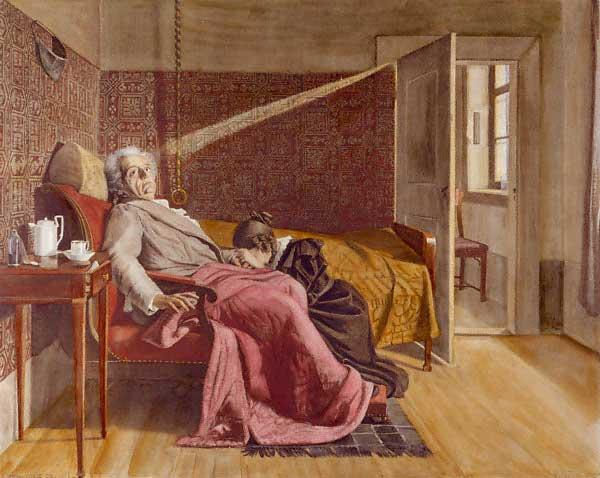
Goethe in punto di morte che pronuncia le parole «più luce!» (dipinto di Fritz Fleischer, 1900 circa)

Dopo una vita di straordinaria fecondità creativa, morì nel 1832 a Weimar, probabilmente per un attacco cardiaco. Le sue spoglie riposano nella Cripta dei Principi nel cimitero storico di Weimar.
Anche se la questione è assai controversa, le sue ultime parole, divenute comunque famosissime, sarebbero state: Mehr Licht («Più luce»), quasi a conferma della sua convinzione che, se a un uomo vivo è inconcepibile la propria morte, allora la nostra vita non finirà.
Per altri la frase avrebbe una spiegazione molto più prosaica: Goethe chiedeva semplicemente che gli si aprisse la finestra. Per altri ancora, le sue ultime parole sarebbero state: Mehr Nicht («non più»), quasi l'opposto di Mehr Licht.

## Importanza storica
L'importanza di Goethe nel XIX secolo fu enorme. Per molti aspetti, fu l'iniziatore di molti concetti e idee che sarebbero con il tempo divenuti familiari a tutti. Goethe produsse volumi di poesia, saggi, critiche e lavori scientifici, inclusa una teoria sull'ottica e ricerche anticipatrici della teoria evolutiva e linguistica. Era affascinato dai minerali e dalla mineralogia; il minerale goethite prende nome da lui. Come filosofo e scrittore fu una delle figure chiave della transizione dall'Illuminismo al Romanticismo.

### Eredità culturale
La seguente lista di lavori chiave può dare il senso dell'impatto che la sua opera ha avuto sul suo e sul nostro tempo.

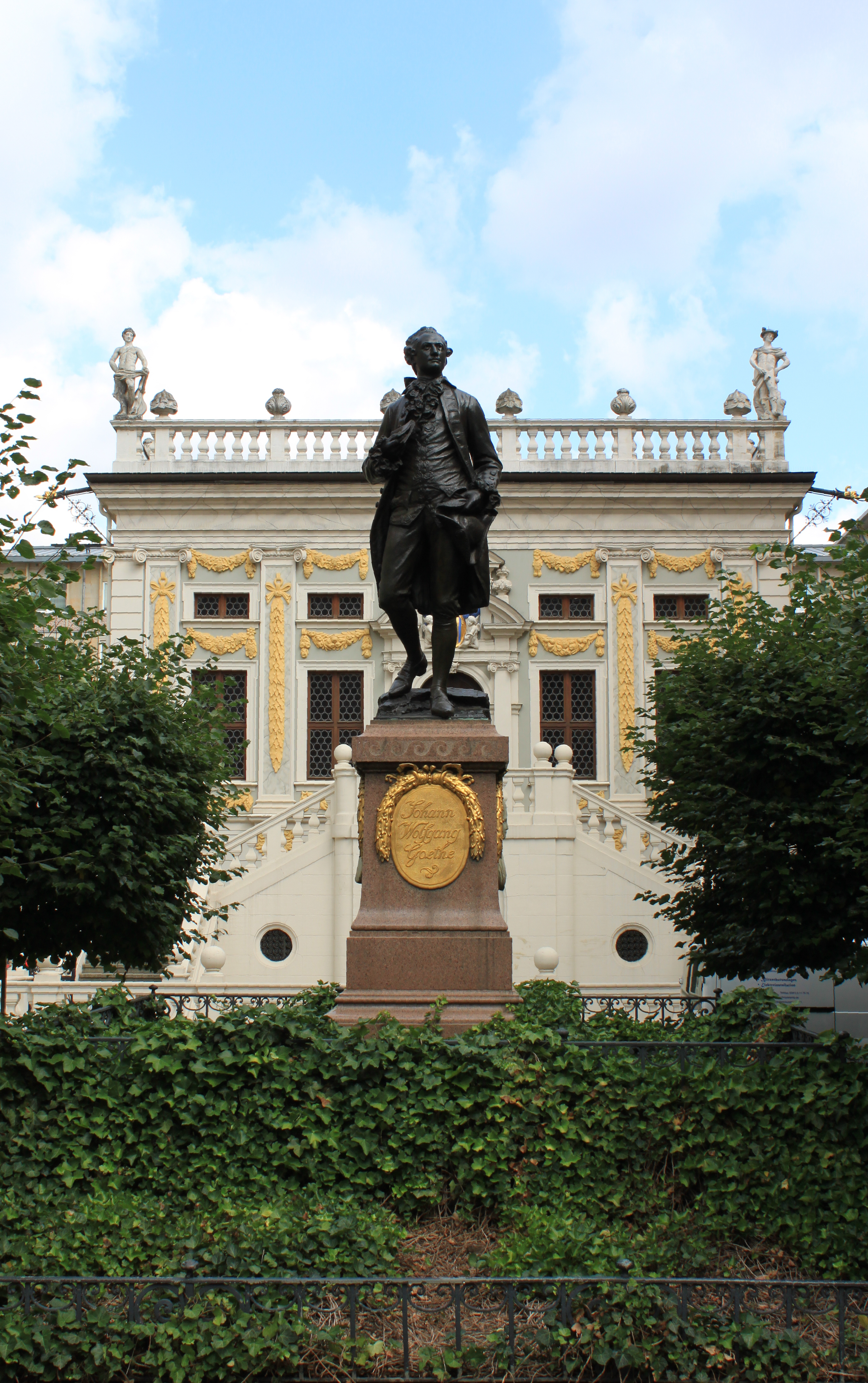
Monumento di Goethe a Lipsia

Il romanzo epistolare I dolori del giovane Werther, pubblicato nel 1774, narra una triste storia d'amore che si conclude con un suicidio. Goethe ammise di aver "ucciso il suo eroe per salvare se stesso". Il romanzo è tuttora in stampa in dozzine di lingue. Da quest'opera trasse ispirazione Ugo Foscolo per il romanzo epistolare Ultime lettere di Jacopo Ortis.
Il poema epico Faust fu composto a intervalli, e pubblicato integralmente soltanto postumo. La prima parte fu pubblicata nel 1808 e suscitò grande impressione. La prima versione operistica musicata da Spohr apparve nel 1814, e divenne l'ispirazione per le opere di Charles Gounod, Hector Berlioz, Arrigo Boito e Ferruccio Busoni, i poemi sinfonici di Richard Wagner e Franz Liszt, Gustav Mahler, nonché per la cantata per soli, coro e orchestra Scene dal Faust di Goethe di Robert Schumann. La trama essenziale del "vendersi l'anima al diavolo" in cambio di potere nel mondo terreno assunse importanza crescente e divenne una metafora del trionfo della tecnologia e della rivoluzione industriale con tutto il suo fardello di umane sofferenze. L'opera poetica di Goethe fu modello per un intero movimento poetico tedesco detto Innerlichkeit (introversione), rappresentato per esempio da Heine. Le opere di Goethe ispirarono molti compositori, fra i quali Mozart, Tomášek, Beethoven, Schubert, Brahms e Wolf.
L'influenza di Goethe fu capitale perché rappresentò la transizione e il mutamento della sensibilità europea, un aumentato interesse per la sensualità, l'indescrivibile e l'emozionale. Ciò non vuol dire che Goethe fosse iperemotivo o sensazionalista, al contrario: predicava la moderazione e percepiva l'eccesso come una malattia. "Non vi è nulla di peggiore dell'immaginazione senza gusto". Argomentò che la legge scaturisce dalle profondità dello spirito di un popolo e dalla terra in cui vive, e che quindi anche le leggi più avvedute non possono sempre essere imposte dall'alto: una tesi che lo mise in opposizione diretta con coloro che cercavano di costruire monarchie "illuminate" basate su leggi "razionali", per esempio Giuseppe II d'Austria o, più tardi, Napoleone imperatore dei francesi.
Questa sensibilità avrebbe con il tempo costituito la base delle rivoluzioni liberali del XIX secolo. Ciò lo rende, insieme con Adam Smith, Thomas Jefferson, Ralph Waldo Emerson e Ludwig van Beethoven, una figura fondamentale dei due mondi culturali, dell'Illuminismo come del Romanticismo: da un lato, seguace del gusto, dell'ordine e del dettaglio cesellato che è il marchio di fabbrica dell'Età dei Lumi e del periodo neoclassico in architettura, dall'altro, vòlto alla ricerca di una personale e intuitiva forma di espressione.
Tra i grandi eredi della scrittura e del pensiero goethiano nella letteratura tedesca dell'Ottocento va citato senz'altro Friedrich Nietzsche e per il Novecento il romanziere Thomas Mann e il poligrafo Ernst Jünger.

### Goethe scienziato

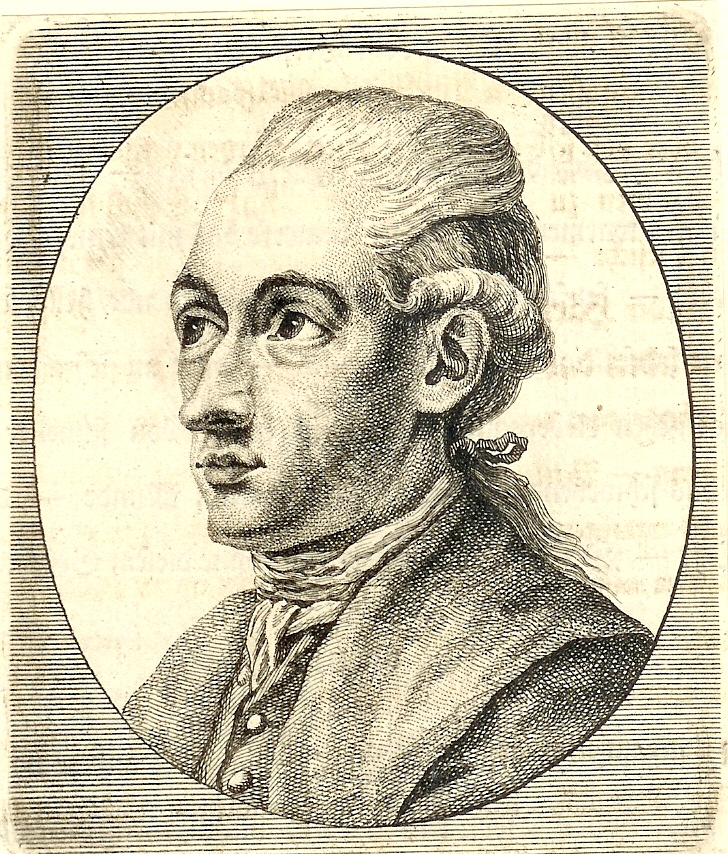
Ritratto di Goethe del 1774

Come già accennato, Goethe era animato anche da profondi interessi di natura scientifica, riguardanti in particolare la morfologia, la botanica, la zoologia, la mineralogia, la meteorologia, l'ottica, che egli indagò con un suo metodo peculiare, contrapposto a quello tradizionale della scienza newtoniana, da lui giudicata astratta e unilaterale, pervenendo tra l'altro a scoperte anatomiche di una certa rilevanza come quella dell'osso intermascellare.

Lo spettro luminoso, dalla Teoria dei colori: Goethe osservò che facendo passare un raggio attraverso un prisma i colori sorgevano solo lungo i bordi tra la luce e il buio, e lo spettro si verificava quando i bordi colorati si sovrapponevano.

La natura, per Goethe, va indagata nel suo divenire, a partire dalle idee archetipe originarie (Urphänomene) di cui è intessuta, e che si evolvono progressivamente come un organismo manifestandosi nella concretezza dei fenomeni particolari: tali sono per esempio l'idea della pianta-tipo (Urpflanze), illustrato nella Metamorfosi delle piante, che genera l'infinita varietà e molteplicità degli organismi vegetali a seconda delle differenti condizioni ambientali in cui si imbatte; oppure la luce, che incontrandosi con i fenomeni dell'oscurità, dà luogo alla varietà dei colori percepibili ordinariamente con il senso della vista.
La convinzione che sia l'idea a operare nei fenomeni, e non la materia o gli atomi, lo portò a scontrarsi con la mentalità del mondo scientifico del suo tempo, che non ammetteva che un poeta potesse essere considerato uno scienziato. La distanza che separò Goethe dalla scienza moderna, di stampo newtoniano, fu rimarcata da Gottfried Benn con le seguenti parole:
(Gottfried Benn, Doppia vita, Sugar, 1967, p. 129)
Goethe non vedeva alcuna incompatibilità tra arte e scienza, ritenendo anzi che quest'ultima fosse «uscita dalla poesia»: entrambe le discipline, infatti, si propongono di rivelare in forma più compiuta e comprensibile quei modelli e archetipi che si nascondono alla percezione dei sensi, e possono essere dischiusi dallo scienziato solo mediante un'osservazione attiva, cioè una disposizione d'animo intuitiva che normalmente si attribuisce all'artista.
Il metodo della scienza goethiana verrà accolto e integrato nella disciplina spirituale dell'antroposofia fondata agli inizi del Novecento da Rudolf Steiner, il quale sosterrà che Goethe aveva raggiunto «concezioni fondamentali per la scienza dell'organico che hanno la stessa importanza delle leggi fondamentali di Galileo per quella dell'inorganico».

### Filosofia e religiosità di Goethe
(Goethe, da Gli anni di pellegrinaggio di Wilhelm Meister)

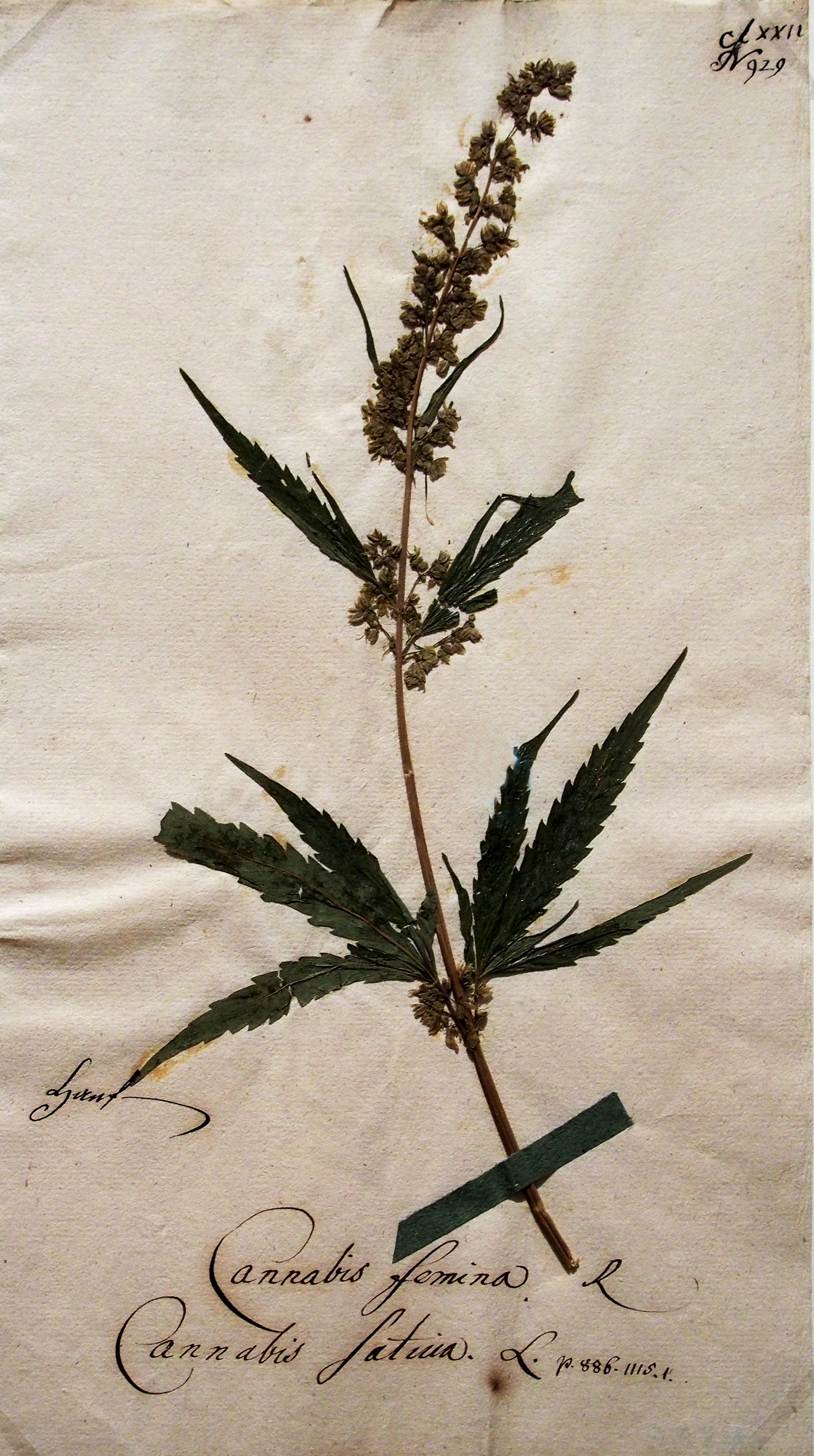
Pianta di cannabis dall'Erbario di Goethe

Goethe fu anche portatore di una sua visione filosofica del mondo, che egli tuttavia non tradusse mai in un sistema compiuto di pensiero, ma lo spinse a ricercare nei filosofi del suo tempo, o a lui precedenti, quei concetti in grado di esprimere ciò che sentiva: egli li trovò dapprima in Giordano Bruno, per il quale la ragione universale è l'«artista interiore» che plasma e permea l'universo in ogni sua parte. In seguito si rivolse a Spinoza e alla sua concezione della divinità immanente al mondo, da ricercare all'interno di questo: le leggi della natura non sono tanto una creazione di Dio, bensì costituiscono la Sua stessa essenza.
Goethe non poté invece trovare in Kant alcuna affinità, ritenendo che costui eludesse il vero problema della conoscenza, poiché si occupava del modo in cui la realtà risulta apparirci e non di come essa fosse oggettivamente. Maggiore fonte di ispirazione trovò in Schiller, che lo spinse a vedere nel "tipo" della pianta o dell'animale, che Goethe chiamava entelechìa, l'"Idea" in senso filosofico. Goethe poté così venire attratto dagli esponenti dell'idealismo tedesco, soprattutto dal giovane Schelling, da cui apprese l'importanza di risalire dalla natura quale mero prodotto (natura naturata) alla natura creante (natura naturans) in via di divenire, e quindi da Hegel e dal suo tentativo di ricostruire il processo dialettico che dall'Assoluto conduce al dato finito.
Comune alla mentalità filosofica del Romanticismo, che egli stesso contribuì a forgiare, è la consapevolezza di Goethe che la natura è un organismo vivente, una totalità organizzata unitariamente, che si evolve in particolare attraverso l'alternanza di due forze: una di sistole, cioè di concentrazione in un'entità individuale, e una di diastole, ossia di espansione illimitata. Si tratta di un approccio contemplativo al divino, non però di tipo mistico, né fideistico nel senso religioso tradizionale, perché non esclude la riflessione e la possibilità di una conoscenza chiara e trasparente delle forme in cui si rivela la divinità. Questa va ricercata non nell'ultramondano, ma restando all'interno della natura, che è «la veste vivente della divinità», a partire dalle sue espressioni immediate.
(Goethe, Detti in prosa, 1819)
La religiosità da cui era profondamente pervaso si conciliò pertanto raramente con il cristianesimo protestante in cui era stato educato, sebbene Goethe rispettasse i riti di qualsiasi credo. Fece battezzare i suoi figli e non si pose mai in aperta ostilità con la Chiesa. Nel Faust mostra di conoscere la Bibbia e di essere esperto in questioni teologiche. Attribuiva a Gesù Cristo una grandezza «di natura così divina come mai più il divino è apparso su questa terra». Franz Rosenzweig lo definì «il primo cristiano come Cristo l'ha voluto».
Sempre nel Faust Goethe si dimostra attento al sentire religioso di Margherita, preoccupata di sapere se il suo amante onorasse i sacramenti, pur ricevendo da lui risposte elusive: «Amore, chi può dire: "Io credo in Dio?" Domandalo pure ai saggi o ai preti, e la risposta sembrerà solo prendere in giro chi l'ha domandato». Nel suo viaggio in Italia, Goethe provò una spontanea simpatia per la religione cattolica, al punto da affermare: «Come sono contento ora di addentrarmi completamente nel cattolicesimo e di conoscerlo in tutta la sua vastità!». Dall'altro lato si accrebbe in quell'occasione la sua avversione per le reliquie e la venerazione dei santi, con l'eccezione di san Filippo Neri, del quale apprezzò l'umorismo, definendolo il «santo spiritoso».

Goethe provò interesse anche per la religiosità pagana dell'antichità greca e romana, attratto dalla sua esperienza del divino nelle forme della natura tradotte in sembianze antropomorfiche; nel gennaio del 1813 scriverà: 
(Goethe, cit. in Nuova antologia di lettere, scienze ed arti, vol. 188, p. 113, Direzione della Nuova Antologia, 1903)
Tra le religioni di cui Goethe subì il fascino non mancò l'Islam, al punto che dopo aver letto il Corano per la prima volta nel 1772, consigliato da Johann Gottfried Herder, suo mentore a Strasburgo, compose i frammenti di una tragedia, Mahomet, che ha per protagonista Maometto, e da cui pubblicherà, riadattandolo, il Canto a Muhammad. Goethe in seguito tradusse, per il teatro di Weimar, il Mahomet di Voltaire, dal quale ometterà i passaggi più critici nei confronti di Maometto, ma l'opera in cui ricorrono le influenze islamiche più evidenti è il Divano Occidentale-Orientale, dove oltre al Corano, egli mostra di conoscere approfonditamente gli Hadith, nonché la letteratura mistica araba e persiana.

#### L'esoterismo di Goethe
Nella religiosità di Goethe confluiscono in ogni caso anche concezioni esoteriche, che pur allontanandolo dalla credulità popolare, lo inducono piuttosto a vedere nella fede di ognuno il momento di un percorso progressivo, che consiste in un'evoluzione della natura, e di cui l'uomo libero rappresenta la meta finale. Pochi giorni prima di morire confidò al suo amico Johann Peter Eckermann: 
(Goethe, da una conversazione avvenuta con Johann Eckermann l'11 marzo 1832)
L'esoterista Rudolf Steiner, che si occupò a lungo delle sue opere, afferma che Goethe era un «iniziato inconsapevole», in quanto molte di esse confermerebbero il possesso di conoscenze sul mondo spirituale. Il testo contenente espliciti contenuti ermetici, e presumibilmente massonici, è la favola del Serpente verde, densa di allusioni all'alchimia, ma costanti sono nei suoi scritti i riferimenti agli studi sull'astrologia, sull'occultismo, e in generale al mistero che egli continuamente presagiva.
(Goethe, cit. da L'esoterismo di Goethe, di Paola Giovetti)

### Riconoscimenti dell'importanza storica
James McKeen Cattell pone Goethe settimo tra quelli che ritiene essere i più grandi uomini della storia.
Nietzsche lo cita come esempio per l'oltreuomo, mentre Ralph Waldo Emerson lo elenca tra i suoi uomini rappresentativi.
Charles Murray, tramite metodi storiometrici e di analisi delle voci enciclopediche, classifica Goethe come secondo scrittore occidentale più influente di sempre, dietro solo a Shakespeare. Nonostante la sua influenza in più campi, non è elencato nelle top 20 di altre categorie.
In base all'analisi delle visualizzazioni delle pagine di Wikipedia, il progetto Pantheon 1.0 del gruppo Macro Connections del MIT ha indicato Goethe come il sesto uomo più influente tra quelli nati tra il 1500 e il 1749; il progetto Pantheon 2.0 di Datawheel invece ha classificato Goethe come 62º uomo più influente di sempre, quarto tra gli scrittori e sesto tra i tedeschi.
Numerosi psicologi e ricercatori hanno riconosciuto l'eccezionale intelligenza di Goethe, come Catherine Cox Miles, Maud Merrill e Lewis Terman, Tony Buzan ed Herbert J. Walberg. Nonostante sia impossibile fare test psicometrici sui defunti, a conferma della sua ampia cultura e alta intelligenza verbale, Goethe risulta essere l'autore con il più ampio vocabolario di sempre, contando oltre 93.000 termini diversi (circa il triplo di Shakespeare).

## Opere

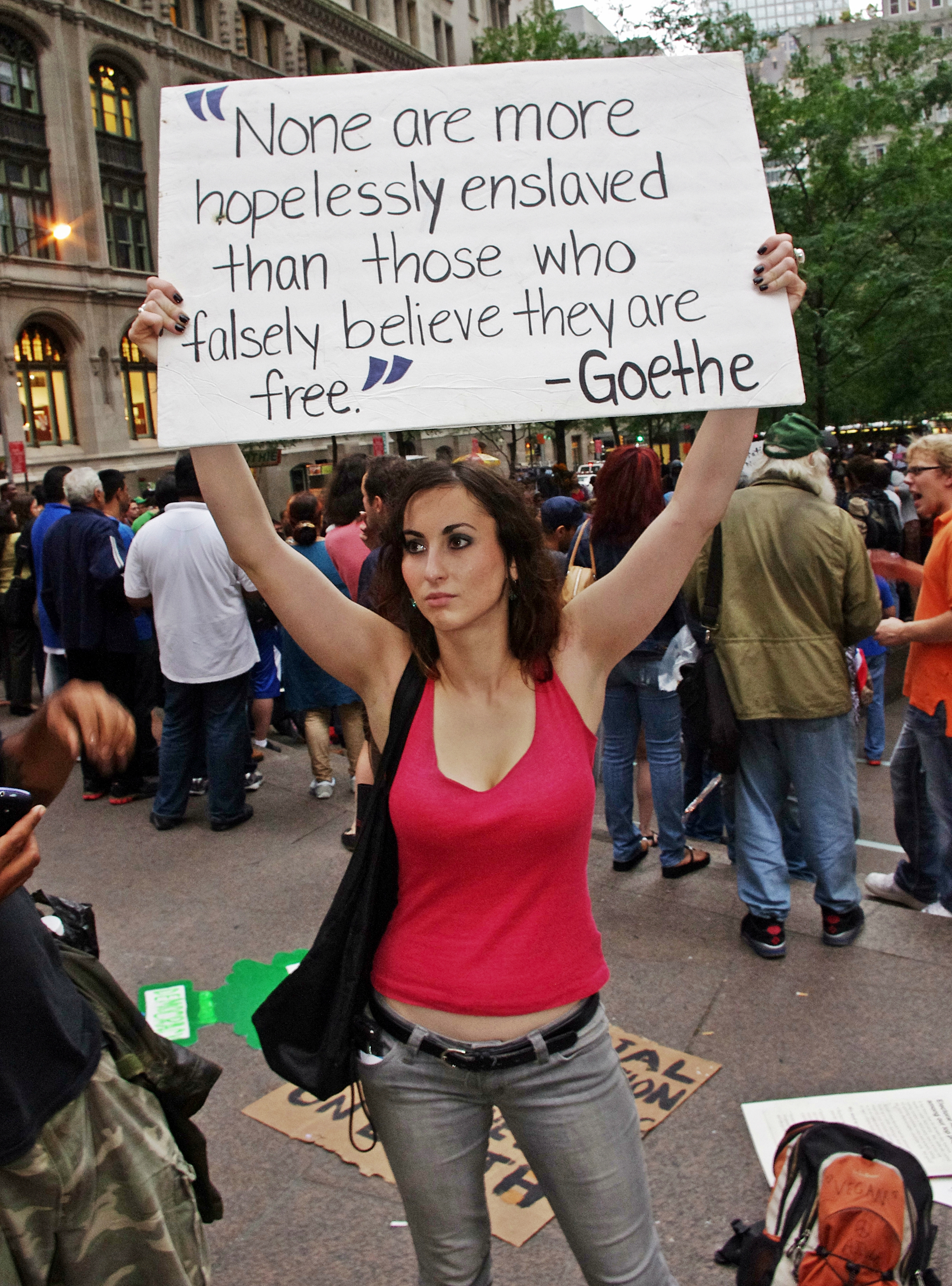
Una manifestante di Occupy Wall Street innalza un cartello con una massima di Goethe sulla libertà: Nessuno è più inesorabilmente schiavo di coloro che falsamente credono di essere liberi

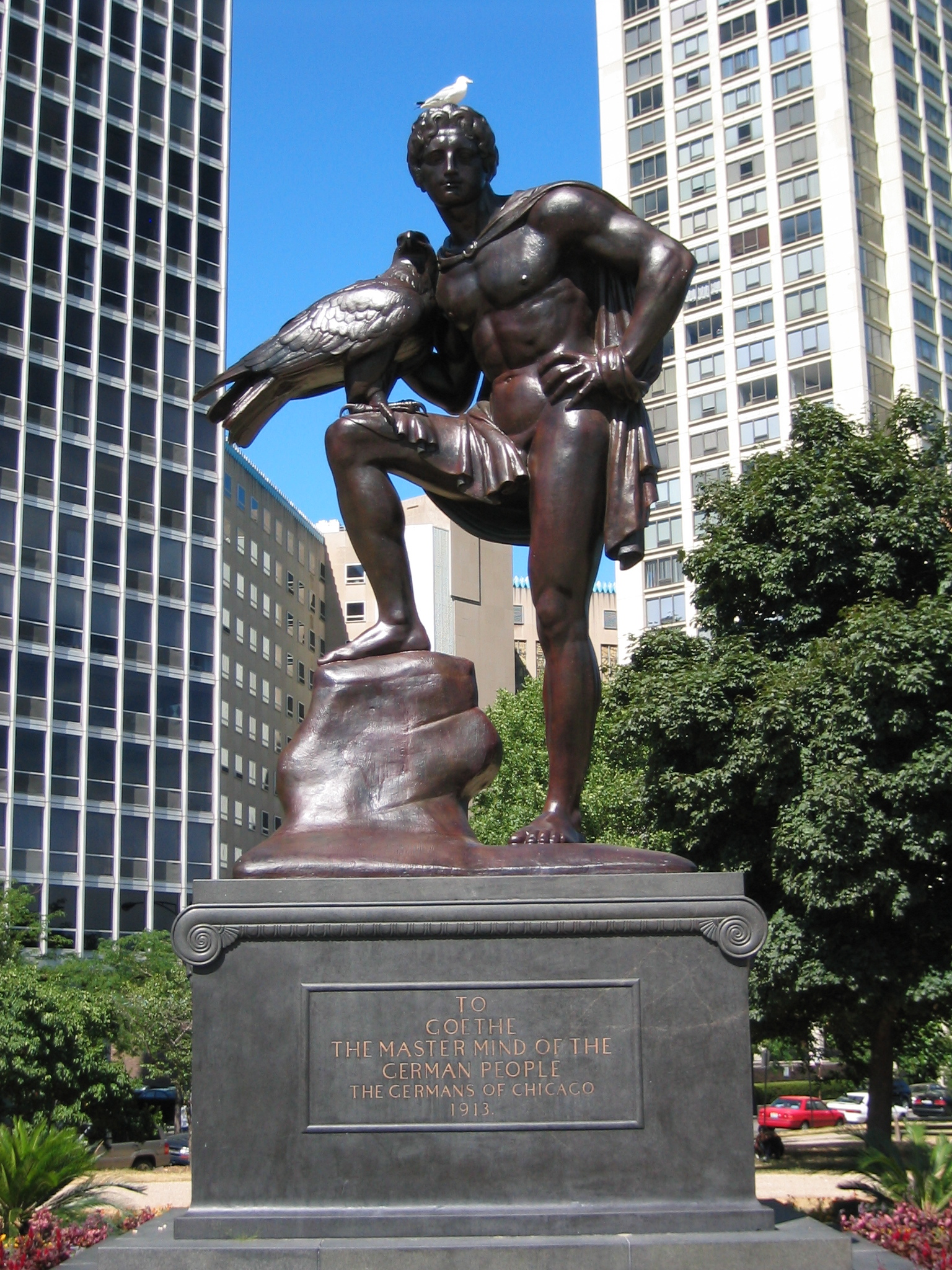
Monumento a Goethe, Chicago

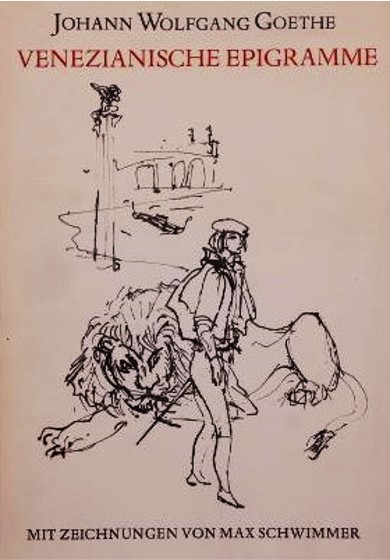

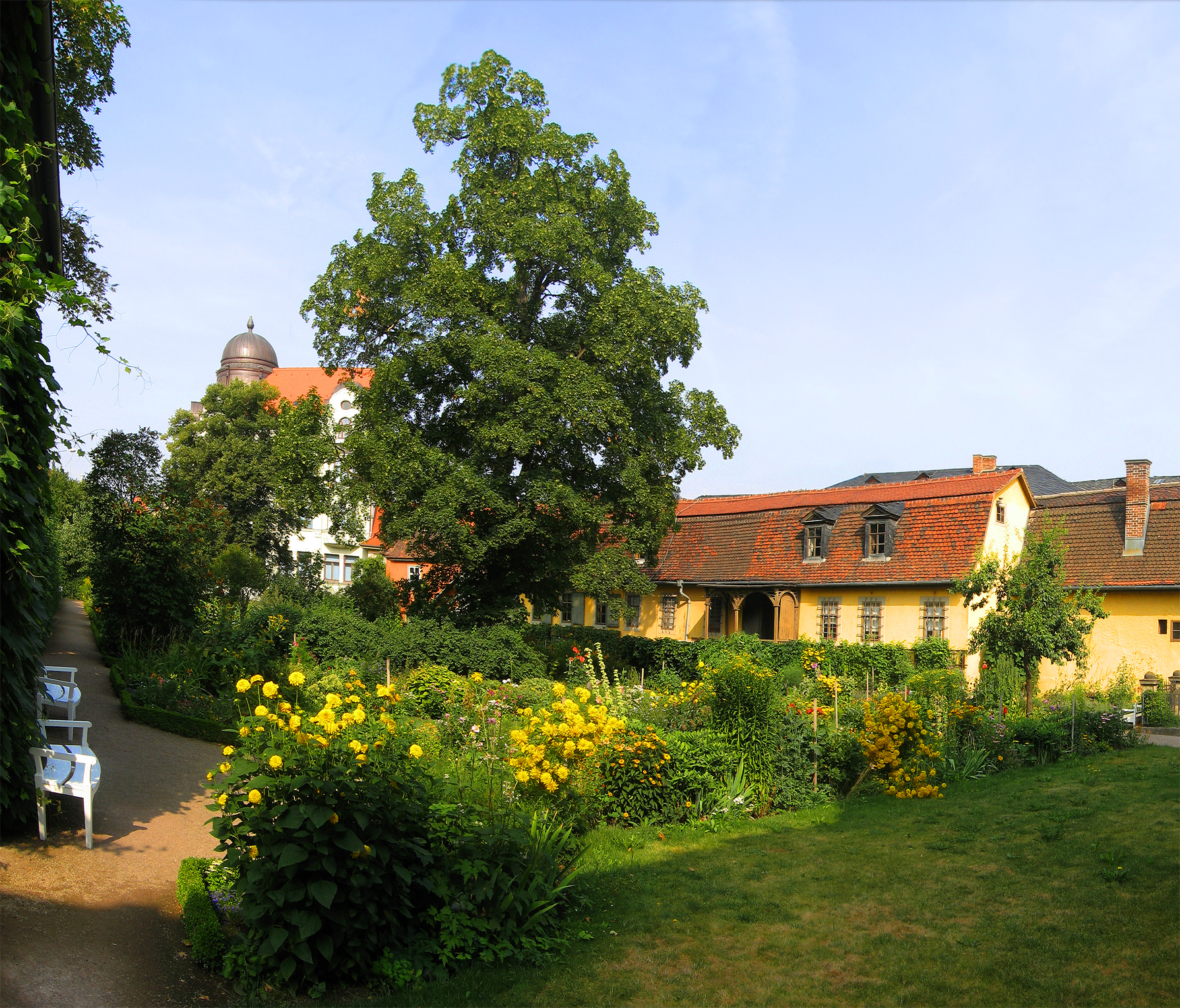
Giardino di Goethe, Weimar

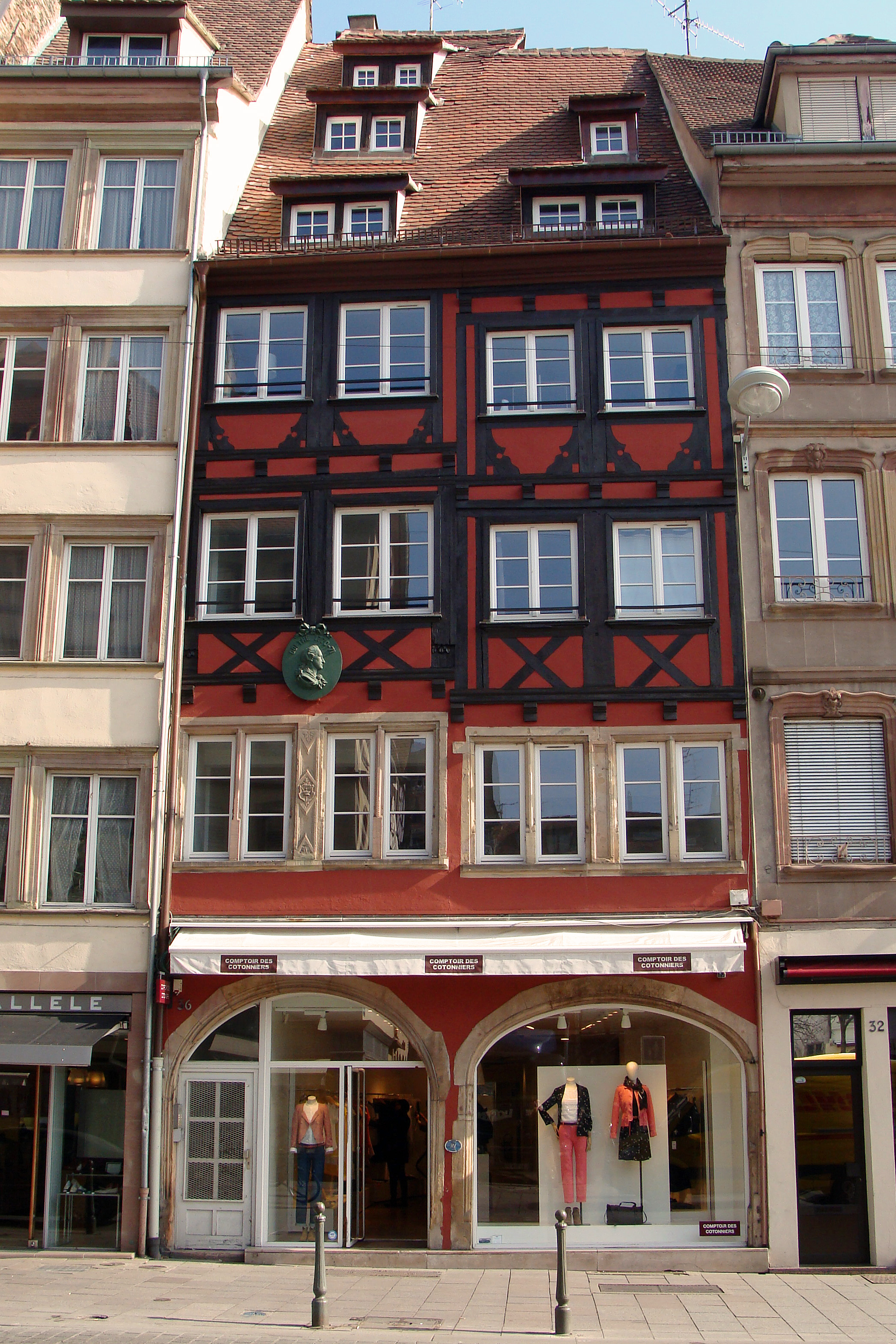
Casa di Goethe, Strasburgo

### Romanzi e novelle
- Die Leiden des jungen Werthers (I dolori del giovane Werther) - opera del periodo "Sturm und Drang", con tratti richiamanti il Rococò e l'Empfindsamkeit, 1774
- Wilhelm Meisters theatralische Sendung (La missione teatrale di Wilhelm Meister), 1777-1785
- Unterhaltungen deutscher Ausgewanderten (Conversazioni di emigrati tedeschi), 1795
- Wilhelm Meisters Lehrjahre (Gli anni di apprendistato di Wilhelm Meister), 1796
- Novelle (Novella), 1786-1798
- Die Wahlverwandschaften (Le affinità elettive), 1809
- Wilhelm Meisters Wanderjahre (Gli anni di pellegrinaggio di Wilhelm Meister), 1807-1821

### Opere teatrali
- Die Laune des Verliebten (I capricci dell'innamorato), 1768, dramma pastorale
- Die Mitschuldigen (I correi), 1769, commedia
- Götz von Berlichingen, 1773, dramma in prosa
- Prometheus (Prometeo), 1773, frammento drammatico
- Ein Fastnachtsspiel vom Pater Brey (La commedia di Padre Brey), 1774, satira
- Satyros (Satiro), 1774, dramma
- Clavigo, 1774, tragedia
- Götter, Helden und Wieland (I numi, gli eroi e Wieland), 1774, farsa
- Das Jahrmarktsfest zu Plundersweilern, 1774, farsa per marionette
- Hanswursts Hochzeit (Le nozze di Hanswurst), 1775, farsa
- Erwin und Elmire (Erwin ed Elmire), 1775
- Stella, 1776, commedia; 1806, tragedia
- Die Geschwister (Fratello e sorella), 1776, tragedia
- Der Triumph der Empfindsamkeit (Il trionfo della sensibilità), 1777, capriccio drammatico
- Iphigenie auf Tauris (Ifigenia in Tauride), 1787, dramma
- Egmont, 1775-1788, tragedia
- Claudine von Villa Bella, 1775-1788, melodramma
- Lila, 1777-1788, melodramma
- Torquato Tasso, 1780-1790, dramma
- Der Groß-Cophta, 1791, commedia
- Der Bürgergeneral, 1793, tragedia
- Mahomet der Prophet, 1802, traduzione e revisione da Voltaire
- Die natürliche Tochter (La figlia naturale), 1803, tragedia
- Faust, Parte 1, 1797-1808, opera del periodo della "Weimarer Klassik"
- Pandora, 1807-1808), tragedia
- Faust, Parte 2, 1832, opera del periodo romantico

### Poemi e poesie
- Prometeo, 1773, inno
- Der Erlkönig (Il re degli elfi), 1782
- Römische Elegien (Elegie romane), 1788-1790
- Venezianische Epigramme (Epigrammi veneziani), 1790
- Reineke Fuchs (La volpe Reineke), 1794, epopea animalesca
- Der Zauberlehrling (L'apprendista stregone), 1797, ballata
- Hermann und Dorothea (Arminio e Dorotea), 1798, poema idillico
- West-östlicher Divan (Il divano occidentale-orientale), 1819

### Saggi
- Von deutscher Baukunst (Dell'architettura tedesca), 1773
- Briefe aus der Schweiz (Lettere dalla Svizzera), 1779
- Versuch die Metamorphose der Pflanzen zu erklären (La metamofosi delle piante), 1790, saggio scientifico
- Belagerung von Mainz (L'assedio di Magonza), 1793, durante l'assedio di Magonza del 1793, Goethe era al seguito del duca Carlo Guglielmo Ferdinando di Brunswick-Wolfenbüttel
- Über den Dilettantismus (Sul dilettantismo), 1799, in collaborazione con Schiller
- Zur Farbenlehre (Teoria dei colori), 1810, saggio scientifico
- Über Kunst und Altertum (Scritti sull'arte e sull'antichità), 1816-1832
- Scritti postumi, 1832-1833, opere postume

### Scritti autobiografici
- Aus meinem Leben. Dichtung und Wahrheit (Dalla mia vita. Poesia e verità), 1811-1833
- Italienische Reise (Viaggio in Italia), 1816-1817
- Kampagne in Frankreich 1792 (Campagna di Francia del 1792), 1822

### Conversazioni
- Johann-Peter Eckermann, Gespräche mit Goethe (Conversazioni con Goethe), 1836; II ed. aumentata, 1848. [ricordi di colloqui con Goethe, ricostruiti a memoria, scritti dal suo segretario]

### Opere complete
- (DE)  Goethes Sämtliche Werke, 40 voll., Stuttgart-Tubinga 1853, J.G. Cotta'scher Verlag
- (DE)  Goethes Werke, 63 voll., Weimar 1887-1919
- (DE)  Goethes Sämtliche Werke, 40 voll., Stuttgart-Berlin 1902 (detta "edizione del giubileo")
- (DE)  Goethes Werke, 14 voll., a cura di Erich Trunz, Hamburg 1948-69; n. ed. München, Dtv, 1981-82
- (DE)  Goethes Briefe, 4 voll. e Briefe an Goethe, 2 voll., a cura di Karl Robert Mandelkow, Hambourg 1965-67; n. ed. München 1976-82 (lettere)
- (DE)  Goethes Gespräche, 5 voll., a cura di Woldemar Freiherr von Biedermann, Leipzig 1901-11 (conversazioni)

### Opere in italiano (in ordine di pubblicazione)
- Clavigo, trad. Lodovico Ventura, Lao, Palermo 1852
- Fausto. Tragedia, trad. Andrea Maffei, due volumi, Le Monnier, Firenze 1873
- Erminio e Dorotea, trad. Anselmo Guerrieri Gonzaga, Le Monnier, Firenze 1873
- Werther, trad. Riccardo Ceroni, Le Monnier, Firenze 1873; Sonzogno, Milano 1883
- Ifigenia in Tauride. Dramma, trad. Andrea Maffei, Le Monnier, Firenze 1874
- Gli amori, trad. Domenico Gnoli, Vigo, Livorno 1875
- Elegie romane e Idilli, trad. Andrea Maffei, Le Monnier, Firenze 1875
- I canti e altre poesie , trad. Pio Bracchi, Taddei, Ferrara 1878
- Clavigo e Stella, trad. Casimiro Varese, Le Monnier, Firenze 1878
- Fausto, trad. Giovita Scalvini, due volumi, Sonzogno, Milano 1882-83 e 1905-06; come Faust, Einaudi, Torino 1953
- Principii di filosofia zoologica e anatomia comparata, trad. Michele Lessona, Perino, Roma 1885
- Ermanno e Dorotea, trad. Luigi Virbio, Genova 1889
- Autobiografia (Poesia e verità), trad. A. Courthéoux, due volumi, Sonzogno, Milano 1891-92
- Arminio e Dorotea, a cura di Vittorio Betteloni, Rechiedei, Milano 1892; Istituto editoriale italiano, Milano 1922; Paravia, Torino 1929; Bietti, Milano 1933
- Elegie romane, trad. Luigi di S. Giusto, Roux, Torino 1893; Paravia, Torino 1924
- Le affinità elettive, trad. Emma Perodi e Arnaldo De Mohr, Libreria editrice nazionale, Milano 1903
- Studi scientifici sulle origini, affinità e trasformazioni degli esseri, trad. Giuseppe e Giovanni Monti, Bocca, Torino 1903
- Viaggio in Italia, trad. Alessandro Tomei, Officina poligrafica italiana-Franck, Roma 1905
- La metamorfosi delle piante, trad. Giovanni Castelli, Lazzeri, Siena 1907
- Cinquant'anni e Le calze di seta. Due novelle, trad. Casimiro Coldart, Belforte, Livorno 1909
- Torquato Tasso, trad. Giuseppe Rota, Garroni, Roma 1910
- Gli anni di noviziato di Guglielmo Meister, trad. Giovanni Berchet, Carabba, Lanciano 1912
- Il romanzo della volpe, trad. Nicola De Bello, Sinatti, Arezzo 1913; Laterza, Bari 1925
- Scritti su l'arte, trad. Nicola De Ruggiero, Ricciardi, Napoli 1914
- Le esperienze di Wilhelm Meister, a cura di Rosina Pisaneschi e Alberto Spaini, 2 voll., Laterza, Bari 1913-15
- Viaggio in Italia, trad. Giacomo Schwarz, Rosenberg e Sellier, Torino 1915
- La Campagna di Francia e L'assedio di Magonza, trad. Marino Lesti, Sonzogno, Milano 1916
- Lettere da Napoli, trad. Giustino Fortunato, Ricciardi, Napoli 1917; con introduzione di Manlio Rossi Doria, Guida, Napoli 1983; con un testo di Luigi Einaudi, Osanna, Venosa 1993
- Poesie liriche, trad. Lorenzo Bianchi, Zanichelli, Bologna 1917
- Le quattro stagioni, trad. Adriano Belli, Emiliana, Venezia 1917
- Scelta di liriche nuovamente tradotte, trad. Benedetto Croce, in id., Scritti di storia letteraria e politica, vol. XII. Goethe, Laterza, Bari 1919
- Ifigenia in Tauride, trad. Natale Addamiano, Sonzogno, Milano 1920
- L'amante geloso e I complici: commedie, trad. Natale Addamiano, Caddeo, Milano 1921
- Le elegie, le epistole e gli epigrammi veneziani, trad. Guido Manacorda, Sansoni, Firenze 1921
- I dolori del giovane Werther, trad. Luisa Graziani, Sansoni, Firenze 1922
- Egmont: tragedia in cinque atti, trad. Matilde Accolti-Egg, Richter, Napoli 1922; Loescher, Torino 1931
- Torquato Tasso, trad. Antonio Carafa, Sansoni, Firenze 1923
- Viaggio in Italia, trad. Eugenio Zaniboni, 2 voll., Sansoni, Firenze 1924
- Ifigenia in Tauride, trad. Nicola Terzaghi, Sansoni, Firenze 1924
- Torquato Tasso, trad. Barbara Allason, Paravia, Torino 1923
- Pagine scelte, trad. Angiolo Biancotti, introduzione di Arturo Farinelli, Paravia, Torino 1924
- Viaggio in Italia [scelta], trad. Giacomo Perticone e Maria De Vincolis, Carabba, Lanciano 1924
- Viaggio in Italia [scelta], trad. Susanna Gugenheim, Principato, Messina 1924
- Gotz di Berlichingen, trad. Nicola De Ruggiero, Sansoni, Firenze 1925
- Fiaba, trad. Emma Sola, Le edizioni del Baretti, Torino 1927
- Ifigenia in Tauride, trad. Antonio Zardo, Le Monnier, Firenze 1925
- Annali, ovvero, Diario giornaliero e annuale ad integrazione delle altre mie confessioni, trad. Cristina Baseggio, Bolla, Milano 1928
- Nausica, trad. Giovanni Angelo Alfero, Perrella, Napoli 1928
- Poesia e verità, trad. Emma Sola, 2 voll., Alpes, Milano 1929; id. [scelta], Signorelli, Milano 1930
- L'Achilleide, trad. Lorenzo Bianchi, Zanichelli, Bologna 1930
- I dolori del giovane Werther, trad. Giuseppe Antonio Borgese, Mondadori, Verona 1930
- Satiro, ovvero il diavolo dei boschi divinizzato, trad. Lorenzo Bianchi, Zanichelli, Bologna 1930
- La campagna di Francia, trad. Edvige Levi, Rinascimento del libro, Firenze 1931; come Incomincia la novella storia, Sellerio, Palermo 1981
- Faust, trad. Guido Manacorda, due volumi, Mondadori, Milano 1932
- Le affinità elettive, trad. Eugenio Levi, Sonzogno, Milano 1932
- Confessioni poetiche, trad. Oreste Ferrari, Treves, Milano 1932
- Egmont, trad. Gemma Volli, Signorelli, Milano 1932
- Elegie romane, trad. Giulio D. Leoni, Polemica, Faenza 1932
- Ifigenia in Tauride, trad. Vincenzo Errante, Mondadori, Milano 1932
- Lettere giovanili (1765-1775), trad. Edvige Levi, Rinascimento del libro, Firenze 1932
- Liriche scelte dalle migliori traduzioni italiane, a cura di Tomaso Gnoli e Amalia Vago, Mondadori, Milano 1932
- La missione teatrale di Guglielmo Meister, trad. Silvio Benco, Mondadori, Milano 1932
- La vita di Goethe seguita nell'epistolario, a cura di Lavinia Mazzucchetti, Sperling & Kupfer, Milano 1932; Sansoni, Firenze 1949
- Faust, trad. Liliana Scalero, Maglione, Roma 1933; come Il primo Faust, Rizzoli (BUR nn. 39-40), Milano 1949; Il secondo Faust, ivi (BUR n. 339-342), 1951
- Achilleide (frammento epico), trad Giannina Böhm, Signorelli, Milano 1933
- Il cittadino generale: commedia in un atto, a cura di Riccardo D'Imola, Calzone, Roma 1933
- Viaggio in Italia, a cura di Arturo Farinelli, due volumi, Reale Accademia d'Italia, Roma 1933
- I dolori del giovane Werther, trad. Alberto Spaini, Einaudi, Torino 1938; con un saggio di Ladislao Mittner, (NUE n. 5), ivi, 1962; trad. rivista a cura di Giuliano Baioni, note di Stefania Sbarra, ivi 2011
- Lettere [scelta], trad. Renzo Lustig, Rinascimento del libro, Firenze 1938
- Il primo libro degli anni di viaggio di Wilhelm Meister, trad. Giovanni Guerra, Laterza, Bari 1938
- Le ballate, trad. Giovanni Angelo Alfero, Bona, Torino 1939
- La trilogia della passione e l'ultimo atto del Faust, trad. Ferruccio Amoroso, Ricciardi, Napoli 1939
- Elegie romane, trad. latina di Luigi Illuminati, prefazione di Guido Mazzoni, Degli Orfini, Genova 1939
- Elegie ed epigrammi, trad. Emilio Weidlich, Andò, Palermo 1938
- Il re di Tule, trad. Odoardo Gori, Arte della stampa, Pistoia 1940
- Faust. Tragedia, trad. Vincenzo Errante, due volumi, Sonzogno, Firenze 1941-42
- La bella genovese, a cura di M. C., Bompiani, Milano 1942 [contiene anche: Viaggio dei figli di Megaprazone, Il furto, La cantante incantata, La peste, Colloquio sulle donne dispotiche, Il fanciullo e il leone]
- Faust [scelta], trad. Enzo Cetrangolo, Federici, Pesaro 1942
- Le affinità elettive, a cura di Massimo Mila, Einaudi, Torino 1943; ivi (NUE n. 6), 1966
- Massime e riflessioni, trad. Barbara Allason, De Silva, Torino 1943
- Stella, trad. Lavinia Mazzucchetti, Sansoni, Firenze 1943
- Ifigenia e Stella, a cura di Giansiro Ferrata, Bompiani, Milano 1944
- Opere, 5 voll., a cura di Lavinia Mazzucchetti, Sansoni, Firenze 1944-61
- Le affinità elettive, a cura di Cristina Baseggio, Utet, Torino 1946; con introduzione di Pietro Citati, Rizzoli, Milano 1978
- Lirica e gnomica dell'ultimo Goethe: versioni poetiche, a cura di Ferruccio Amoroso, Laterza, Bari 1946
- Carteggio con Friedrich Schiller, a cura di Antonino Santangelo, Einaudi (Saggi n. 78), Torino 1946
- Colloqui con il cancelliere Von Müller, Astrolabio, Roma 1946
- Johann Peter Eckermann, Colloqui con Goethe, Sansoni, Firenze 1947
- Goethe a colloquio, conversazioni scelte e tradotte da Barbara Allason, De Silva, Torino 1947
- Ifigenia in Tauride, trad. Rinaldo Küfferle, Bocca, Milano 1949
- Faust, trad. Barbara Allison, De Silva, Torino 1950; con introduzione di Cesare Cases, Einaudi (NUE n. 53), Torino 1965 ISBN 88-06-00331-3
- Faust e Urfaust, trad. Giovanni Vittorio Amoretti, due volumi, Utet, Torino 1950; Feltrinelli (UEF nn. 500-501, poi nn. 2018-19), Milano 1965 e 2001
- La provincia pedagogica. Il secondo libro degli "Anni di viaggio di Wilhelm Meister", trad. Giovanni Guerra, Laterza, Bari 1950
- Scienza e natura. Scritti vari, trad. Arturo Pellis, introduzione di Francesco Albèrgamo, presentazione di Alberto V. Geremicca, Laterza, Bari 1952
- I dolori del giovane Werther, trad. Piero Bianconi, due volumi, Rizzoli (BUR nn. 437-438), Milano 1952; con introduzione di Silvana De Lugnani, ivi, 1981
- Le esperienze di Guglielmo Meister, trad. Tom Gnoli, due volumi, Rizzoli (BUR nn. 678-680), Milano 1954
- Cinquanta poesie, trad. Diego Valeri, Sansoni, Firenze 1954
- Ifigenia in Tauride, trad. Diego Valeri, Neri Pozza, Venezia 1954
- Torquato Tasso, trad. Leone Traverso, Sansoni, Firenze 1954
- Viaggio in Italia, a cura di Aldo Oberdorfer, Vallecchi, Firenze 1955
- Dalla mia vita: poesia e verità, due volumi, a cura di Alba Cori, Utet, Torino 1957
- Giornale del viaggio in Italia per la signora von Stein, a cura di Dario De Tuoni, Einaudi, Torino 1957
- Poesie scelte, trad. Giorgio Orelli, Mantovani, Milano 1957
- Teoria della natura, scelta e trad. Mazzino Montinari, Boringhieri, Torino 1958
- Lettere di Wolfgang Goethe alla signora von Stein, a cura di Alberto Spaini, 2 voll., Parenti, Firenze, 1959
- Divano occidentale-orientale, trad. F. Borio, Boringhieri, Torino 1959
- Egmont, trad. Enrico Burich, Mursia, Milano 1962
- Viaggio in Italia, a cura di Giuliana Parisi Tedeschi, Babuino, Roma 1965
- Viaggio in Italia, a cura di Giovanni Vittorio Amoretti, Utet, Torino 1965
- Viaggio in Italia, trad. Antonio Masini, Salani, Firenze 1965
- I dolori del giovane Werther, a cura di Carlo Picchio, Mursia, Milano 1966
- Egmont: tragedia in cinque atti, trad. Fedele D'Amico, Einaudi (Collezione di teatro n. 117), Torino 1967
- Inni, a cura di Giuliano Baioni, Einaudi (Collezione di poesia n. 42), Torino 1967
- Arminio e Dorotea, trad. Mario Cassa, Curcio, Roma 1968
- Romanzi, trad. Amina Pandolfi e Francesco Saba Sardi, Fabbri, Milano 1968 [contiene: I dolori del giovane Werther, e Le affinità elettive]; poi separatamente Bompiani, Milano 1987
- Sette liriche di Goethe, trad. Bonaventura Tecchi, Ricciardi, Milano-Napoli 1969
- Faust, a cura di Franco Fortini, Mondadori, Milano 1970 ISBN 978-88-04-08800-4
- Settanta liriche, trad. Gilberto Forti, introduzione di Diego Valeri, Rusconi, Milano 1970
- Viaggio in Italia, trad. Iolanda Dilena, introduzione di Gioacchino Grasso, Calderini, Bologna 1971
- I dolori del giovane Werther, trad. Carlo Picchio [già Mursia 1966], Garzanti (Grandi libri n. 6), Milano 1973; ed. sostituita da idem, introduzione di Franco Fortini, trad. Aldo Busi, ivi, 1983
- Stella: commedia per amanti, a cura di Italo Alighiero Chiusano, Einaudi (Collezione di teatro n. 317), Torino 1973 ISBN 88-06-11687-8
- Teatro, trad. Italo Alighiero Chiusano e altri, prefazione di André Gide, Einaudi (I millenni), Torino 1973
- Poesie [scelta], a cura di Giorgio Orelli, Mondadori (Oscar L 171), Milano 1974
- La provincia pedagogica, a cura di Antimo Negri, Armando, Roma 1974
- Elegie Romane, trad. Anselmo Turazza, saggio introduttivo di Sergio Solmi, Ricciardi, Milano-Napoli 1974
- Ballate, trad. Roberto Fertonani, introduzione di Giorgio Cusatelli, Garzanti, Milano 1975
- Le affinità elettive, trad. Giorgio Cusatelli, Garzanti, Milano 1975
- Wilhelm Meiser. Gli anni dell'apprendistato, trad. Anita Rho ed Emilio Castellani, Adelphi, Milano 1976 e n. ed. 2006 ISBN 978-88-459-2063-9
- La teoria dei colori, a cura di Renato Troncon, Il Saggiatore, Milano 1978; con introduzione di Giulio Carlo Argan, ivi, 1981 ISBN 978-88-565-0009-7
- I dolori del giovane Werther. Prima stesura, a cura di Maria Fancelli, Mondadori, Milano 1979
- Elegie romane, a cura di Roberto Fertonani, Mondadori, Milano 1979
- Romanzi, a cura di Renato Caruzzi, prefazione di Claudio Magris, Mondadori (I Meridiani), Milano 1979 [contiene: I dolori del giovane Werther, La vocazione teatrale di Wilhelm Meister e Le affinità elettive] ISBN 978-88-04-16689-4
- La vocazione teatrale di Wilhelm Meister, introduzione di Nello Saito, Garzanti, Milano 1979
- Le cento pagine più belle di Goethe, a cura di Valentina Fortichiari, Mondadori, Milano 1982
- Massime e riflessioni, a cura di Siegfried Seidel, trad. Marta Bignami, introduzione di Paolo Chiarini, 2 voll., Theoria, Roma 1983, 2018 ISBN 978-88-99997-28-1
- Il flauto magico, a cura di Maria Teresa Galluzzo, Novecento, Palermo 1983
- Viaggio in Italia, a cura di Emilio Castellani, prefazione di Roberto Fertonani, Mondadori (I Meridiani), Milano 1983 ISBN 978-88-04-22981-0
- La metamorfosi delle piante e altri scritti sulla scienza della natura, a cura di Stefano Zecchi, trad. Bruno Groff, Bruno Maffi e Stefano Zecchi, Guanda, Parma 1983 ISBN 978-88-7746-187-2
- Conversazioni di profughi tedeschi, trad. Bruno Arzeni e Bonaventura Tecchi, prefazione di Italo Alighiero Chiusano, Passigli, Firenze 1984
- Favola e Novella, Studio Tesi, Pordenone, 1984
- La fiaba, a cura di Maria Paola Arena, Theoria, Roma 1984
- Metamorfosi degli animali, a cura Bruno Maffi, SE, Milano 1986
- Lettere alla Signora von Stein [scelta], prefazione di Pietro Citati, Rosellina Archinto, Milano 1986
- Opere, antologia a cura di Vittorio Santoli, Sansoni (Le querce), Firenze 1988 ISBN 88-383-0661-3
- Torquato Tasso, a cura di Eugenio Bernardi, trad. Cesare Lievi, Marsilio, Venezia 1988 ISBN 978-88-317-6766-8
- Il gran Cofto, trad. Giuseppe Raciti, introduzione di Giuseppe Giarrizzo, Sellerio (La diagonale n. 40), Palermo 1989
- Faust. Urfaust, a cura di Andrea Casalegno, introduzione di Gert Mattenklott, prefazione di Erich Trunz, Garzanti, Milano 1990 ISBN 978-88-11-58648-7
- Il divano occidentale-orientale, a cura di Ludovica Koch, Ida Porena e Filiberto Borio, Rizzoli, Milano 1990 ISBN 88-17-17163-8
- Il divano occidentale-orientale, a cura di Giorgio Cusatelli, Einaudi (I millenni, Torino 1990 ISBN 88-06-11695-9
- Favola, trad. Luciano Foà e Gilberto Forti, con un saggio di Katharina Mommsen, Adelphi (Piccola biblioteca Adelphi n. 251), Milano 1990 ISBN 88-459-0769-4
- Scritti sull'arte e sulla letteratura, a cura di Stefano Zecchi, Bollati Boringhieri, Torino 1992 ISBN 88-339-0711-2
- Sulla musica, a cura di Giovanni Insom, Studio Tesi, Pordenone 1992 ISBN 88-7692-317-9
- Vita di J. J. Winckelmann, a cura di Elena Agazzi, con uno scritto di Giorgio Cusatelli, Moretti & Vitali, Bergamo 1992 ISBN 88-7186-024-1
- Massime e riflessioni, a cura di Sossio Giametta, Rizzoli, Milano 1992 ISBN 978-88-17-06332-6
- Le affinità elettive, trad. Ada Vigliani, Mondadori, Milano 1993 ISBN 88-04-37408-X; postfazione di Hans-Georg Gadamer, con un saggio di Thomas Mann, ivi, 2009
- L'apprendista stregone e altre ballate, a cura di Luciano Zagari, Salerno, Roma 1993 ISBN 88-8402-117-0
- Il collezionista e i suoi familiari, a cura di Daria Santini, Signorelli, Roma 1993
- I dolori del giovane Werther, trad. Angelo G. Sabatini e Anna Maria Pozzan, Newton Compton, Roma 1993
- I dolori del giovane Werther, a cura di Paola Capriolo, Feltrinelli (UEF 2062), Milano 1993; SE, Milano 2012; Feltrinelli, Milano 2014
- L'uomo di cinquant'anni: tre racconti, a cura di Giovanni Sampaolo, Castelvecchi, Roma 1993; Elliot, Roma 2016 ISBN 978-88-6192-965-4
- Aforismi sulla natura, a cura di Mazzino Montinari, con uno scritto di Giorgio Colli, SE, Milano 1984 ISBN 88-7710-484-8
- Laocoonte e altri scritti sull'arte 1789-1805, a cura di Roberto Venuti, Salerno, Roma 1994 ISBN 88-8402-136-7
- La missione teatrale di Wilhelm Meister, trad. Gabriella Piazza, introduzione di Italo Alighiero Chiusano, Rizzoli, Milano 1994
- La nuova Melusina e La fiaba, trad. Maria Paola Arena, Theoria-L'Unità, Roma 1994
- Il procuratore. Quattro novelle da Conversazioni di emigrati tedeschi, trad. Ada Vigliani, introduzione di Roberto Fertonani, Mondadori, Milano 1994 ISBN 88-04-38065-9
- Tutte le poesie, 3 voll. in 5 tomi, a cura di Roberto Fertonani con la collaborazione di Enrico Ganni, Mondadori (I Meridiani), Milano 1994-97 ISBN 978-88-04-43358-3
- Faust, illustrazioni di Eugène Delacroix, trad. Andrea Casalegno, presentazione di Mario Luzi, Le lettere, Firenze 1997 ISBN 88-7166-347-0
- Poesie d'amore, a cura di Anna Reali, introduzione di Giorgio Manacorda, Newton Compton, Roma 1997
- Cento poesie, scelte da Siegfried Unseld, introduzione di Luigi Forte, Einaudi (Collezione di poesia n. 395), Torino 1999 ISBN 978-88-06-20737-3
- Diari e lettere dall'Italia 1786-1788, a cura di Roberto Venuti, Artemide, Roma 2002
- Saggi sulla pittura: Leonardo, Mantegna, i quadri di Filostrato, a cura di Roberto Venuti, Artemide, Roma 2005
- Gli errori rendono amabili, a cura di Sossio Giametta, BUR Rizzoli, Milano 2007 ISBN 978-88-17-01616-2
- Johann Peter Eckermann, Conversazioni con Goethe negli ultimi anni della sua vita, a cura di Enrico Ganni, Einaudi (I millenni), Torino 2008 ISBN 978-88-06-16866-7
- Frédéric Soret - J. W. Goethe, Conversazioni, a cura di Francesca Botticchio e Renato Pettoello, Morcelliana (Il pellicano rosso n.s. n. 116), Brescia 2010 ISBN 978-88-372-2409-7
- Le affinità elettive, a cura di Luca Crescenzi, Netwon Compton, Roma 2010
- Le affinità elettive, introduzione a cura di Alessandra Tugnoli, con un saggio di Madame de Staël, Barnera, Siena 2011
- I dolori del giovane Werther, trad. Loredana Pancino, Dalai, Milano 2011
- Le affinità elettive, trad. Ruggero Alasia, Dalai, Milano 2011
- Le affinità elettive, a cura di Umberto Gandini, Feltrinelli, Milano 2011
- Le affinità elettive, trad. Mario Santagostini, introduzione di Enrico De Angelis, L'Espresso, Roma 2011
- Gli anni di apprendistato di Wilhelm Meister, trad. Isabella Bellingacci, con un saggio di Giuliano Baioni e uno scritto di Martin Walser, Oscar Mondadori, Milano 2013
- Il Carnevale romano, trad. Isabella Bellingacci, introduzione e note di Luigi Reitani, Salerno, Roma 2014 ISBN 978-88-8402-904-1
- "Il tuo cuore sa ancora far festa. Le lettere più belle di Natale", con testi di Charles Baudelaire, Johann Wolfgang Goethe, James Joyce, Rainer Maria Rilke, Lev Nikolaevič Tolstoj, Novara, Interlinea edizioni, 2015 ISBN 978-88-6857-065-1
- Poesie erotiche, a cura di Claudio Groff, con uno scritto di Andreas Ammer, SE, Milano 2016 ISBN 978-88-6723-216-1
- L'apprendista stregone, trad. Simona Santarelli, illustrazioni di Fabian Negrin, Donzelli, Roma 2017
- Elegie romane. Epigrammi veneziani, trad. Andrea Landolfi, con un saggio di Giorgio Manacorda, Elliot, Roma 2017 ISBN 978-88-6993-454-4
- La forma delle nuvole e altri saggi di meteorologia, a cura di Gabriella Rovagnati, Archinto, Milano 2017
- Dalla mia vita. Poesia e verità, a cura di Enrico Ganni, introduzione di Klaus-Detlef Müller, Einaudi (I millenni), 2018 ISBN 978-88-06-22352-6
- Mirabile libro è il mondo, a cura di Marco Federici Solari, L'orma, Roma, 2020, ISBN 9788831312080
- I sapori del giovane Goethe a cura di Laura Melana Durbeck, il leone verde, Torino 2021, ISBN 9788865803134
- Reineke la volpe. In dodici canti a cura di Micaela Latini e Ginevra Quadrio Curzio, La vita felice, Milano 2023, ISBN 9788893466929

## Dediche

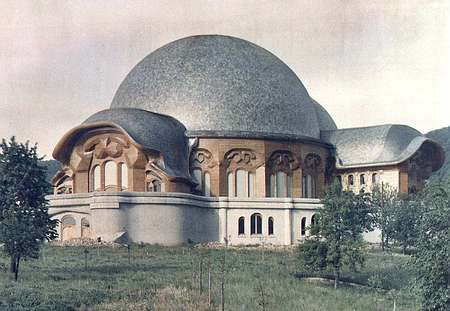
Il Goetheanum progettato da Steiner a Dornach

- A Goethe è stato intitolato il cratere Goethe, sulla superficie di Mercurio.
- A Goethe è stato intitolato un particolare minerale, composto principalmente da idrossido di ferro, la Goethite.
- La Repubblica Democratica Tedesca dedicò due banconote del valore di 20 Marchi a Goethe nel 1964 e nel 1975.
- L'istituto culturale della Repubblica Federale tedesca, il Goethe-Institut, prende il nome dallo scrittore francofortese.
- A Dornach, in Svizzera, Rudolf Steiner fece costruire il Goetheanum in suo omaggio.
- Nel 2010 gli è stato dedicato un film dal titolo Goethe!, diretto da Philipp Stölzl.
- A Tubinga, in Germania, su un palazzo nel centro della città di fronte alla Stiftskirche, sotto una finestra del primo piano, è presente una targa con scritto "hier kotzte Goethe" (qui ha vomitato Goethe).[67]
- A Goethe è dedicato un monumento situato a Villa Borghese, a Roma, lungo un viale anch'esso dedicato a lui. Questo monumento in marmo di Carrara venne donato dall'imperatore Guglielmo II di Germania nel 1904.[68]

### Critica
- John Armstrong, Love, Life, Goethe, 2006, trad. it. Come essere felici in un mondo imperfetto. La vita e l'amore secondo Goethe, Guanda, Parma, 2011.
- Giuliano Baioni, Il giovane Goethe, Collana Saggi n.806, Einaudi, Torino, 1996, ISBN 978-88-06-14179-0.
- Francesca Bocca-Aldaqre, Pietrangelo Buttafuoco, Sotto il suo passo nascono i fiori. Goethe e l'Islam, La Nave di Teseo, Milano, 2019, ISBN 978-8834600535.
- Erik Battaglia, Gioia e dolore diventano canto. Mille Lieder su poesie di Goethe dal 1769 al 1999, pref. di Dietrich Fischer-Dieskau, Accademia di Santa Cecilia, Roma, 2008.
- Valentino Bellucci, Goethe Esoterico. I 7 segreti iniziatici di Goethe, Fontana Editore, 2019, ISBN 978-8898750634.
- Fausto Cercignani, Enrico Ganni, Il «Faust» di Goethe. Antologia critica, Milano, LED, 1993.
- Italo Alighiero Chiusano, Vita di Goethe, Collana Le Vite, Rusconi, Milano, 1981, ISBN 978-88-18-23608-8; Collana Biografie n. 12, Rusconi, Milano, 1994 ISBN 978-88-18-70049-7; Collana Ritratti, Castelvecchi, Roma, 2014, ISBN 978-88-6826-188-7.
- Italo Alighiero Chiusano, Goethiana. Otto temi facili su temi del cavalier von Goethe, Collezione Biblioteca, Studio Tesi, Pordenone, 1983-1989, ISBN 978-88-7692-085-1.
- Pietro Citati, Goethe, Collana Saggi n.14, Mondadori, Milano, I ed. 1970; n. ed. Collana Biblioteca n.220, Adelphi, Milano, 1990.
- Cornelia Diekamp (a cura di), Goethe: la natura e le sue forme (Atti del Convegno Arte, scienza e natura in Goethe; Torino 2000), Milano, Mimesis, 2002.
- Gian Franco Frigo, Raffaella Simili, Federico Vercellone, Dietrich von Engelhardt (a cura di), Arte, scienza e natura in Goethe, Trauben, Torino, 2005 ISBN 8888398740
- Johann-Peter Eckermann, Conversazioni con Goethe negli ultimi anni della sua vita, trad. di Ada Vigliani, pref. di Hans Ulrich Treichel, a cura di Enrico Ganni, Collana I Millenni, Einaudi, Torino, 2008 ISBN 978-88-06-16866-7.
- Marino Freschi, Goethe: l'insidia della modernità, Roma, Donzelli Editore, 1999, ISBN 978-88-7989-496-8.
- Richard Friedenthal, Wolfgang Goethe. Biografia critica, trad. di Elena Croce, Mursia, Milano, 1966, ISBN 978-88-425-9213-6
- Paola Giovetti, Goethe a Roma: Un grande poeta nell'Italia del Settecento, Roma, Mediterranee, 2013, ISBN 978-88-272-2473-1.
- Leonardo Grassi, Commento alla vita di Faust, Torino, F.lli Bocca Editori, 1932.
- Paolo Mariani, L' «altro» Goethe. Gnosi, esoterismo, massoneria, Solfanelli editore, 2018.
- Francesco Moiso, Goethe tra arte e scienza, Milano, Cuem, 2001.
- Francesco Moiso, Goethe: la natura e le sue forme, edizione postuma a cura di Cornelia Diekamp, Milano, Mimesis, 2002.
- Katharina Mommsen, Goethe und die arabische Welt, Frankfurt am Main, Insel, 1988 ISBN 978-3458146247
- José Ortega y Gasset, Goethe. Un ritratto dall'interno (prefazione di Stefano Zecchi); Milano, Medusa Edizioni, 2003. ISBN 978-88-88130-56-9
- Bent Parodi, Goethe in Sicilia. L'isola iniziatica, con Anna Maria Corradini, Armando Siciliano, Messina, 2008.
- Rudolf Steiner, Le opere scientifiche di Goethe, Milano, Fratelli Bocca Editori, 1944.

### Edizioni
- Johann Wolfang Goethe, Opere, Stuttgart und Tübingen, J. G. Cotta'sche Verlag, 1840.
- Johann Wolfang Goethe, Dichtung und Wahrheit, vol. 1, Stuttgart und Berlin, J. G. Cotta'sche Buchhandlung Nachfolger, [1903-1904?].
- Johann Wolfang Goethe, Dichtung und Wahrheit, vol. 2, Stuttgart und Berlin, J. G. Cotta'sche Buchhandlung Nachfolger, [1903-1904?].
- Johann Wolfang Goethe, Dichtung und Wahrheit, vol. 3, Stuttgart und Berlin, J. G. Cotta'sche Buchhandlung Nachfolger, [1903-1904?].
- Johann Wolfang Goethe, Dichtung und Wahrheit, vol. 4, Stuttgart und Berlin, J. G. Cotta'sche Buchhandlung Nachfolger, [1903-1904?].
- Johann Wolfang Goethe, Annalen, Stuttgart und Berlin, J. G. Cotta'sche Buchhandlung Nachfolger, [1903?].
- Johann Wolfang Goethe, Opere. Poesia, vol. 1, Stuttgart und Berlin, J. G. Cotta'sche Buchhandlung Nachfolger, [1902].
- Johann Wolfang Goethe, Opere. Poesia, vol. 2, Stuttgart und Berlin, J. G. Cotta'sche Buchhandlung Nachfolger, [1902-1907?].
- Johann Wolfang Goethe, Opere. Poesia, vol. 3, Stuttgart und Berlin, J. G. Cotta'sche Buchhandlung Nachfolger, [1902-1907?].
- Johann Wolfang Goethe, Opere. Poesia, vol. 4, Stuttgart und Berlin, J. G. Cotta'sche Buchhandlung Nachfolger, [1902-1907?].
- Johann Wolfang Goethe, Faust, vol. 1, Stuttgart und Berlin, J. G. Cotta'sche Buchhandlung Nachfolger, [1903-1906?].
- Johann Wolfang Goethe, Faust, vol. 2, Stuttgart und Berlin, J. G. Cotta'sche Buchhandlung Nachfolger, [1903-1906?].
- Johann Wolfang Goethe, Benvenuto Cellini, vol. 1, Stuttgart und Berlin, J. G. Cotta'sche Buchhandlung Nachfolger, [1903?].
- Johann Wolfang Goethe, Benvenuto Cellini, vol. 2, Stuttgart und Berlin, J. G. Cotta'sche Buchhandlung Nachfolger, [1903?].
- Johann Wolfang Goethe, Wahlverwandtschaften, Stuttgart und Berlin, J. G. Cotta'sche Buchhandlung Nachfolger, [1904?].
- Johann Wolfang Goethe, Wilhelm Meisters Wanderjahre, vol. 1, Stuttgart und Berlin, J. G. Cotta'sche Buchhandlung Nachfolger, [1904?].
- Johann Wolfang Goethe, Wilhelm Meisters Wanderjahre, vol. 2, Stuttgart und Berlin, J. G. Cotta'sche Buchhandlung Nachfolger, [1904?].
- Johann Wolfang Goethe, Kampagne in Frankreich, vol. 2, Stuttgart und Berlin, J. G. Cotta'sche Buchhandlung Nachfolger, [1903?].
- Johann Wolfang Goethe, Iphigenie auf Tauris, Stuttgart und Berlin, J. G. Cotta'sche Buchhandlung Nachfolger, [1912?].
- Johann Wolfang Goethe, Götz von Berlichingen, Stuttgart und Berlin, J. G. Cotta'sche Buchhandlung Nachfolger, [1906?].
- Johann Wolfang Goethe, Reineke Fuchs, Stuttgart und Berlin, J. G. Cotta'sche Buchhandlung Nachfolger, [1903?].
- Johann Wolfang Goethe, Leiden des jungen Werthers, Stuttgart und Berlin, J. G. Cotta'sche Buchhandlung Nachfolger, [1906?].
- Johann Wolfang Goethe, Schriften zur Naturwissenschaft, vol. 1, Stuttgart und Berlin, J. G. Cotta'sche Buchhandlung Nachfolger, [1905-1907?].
- Johann Wolfang Goethe, Schriften zur Naturwissenschaft, vol. 2, Stuttgart und Berlin, J. G. Cotta'sche Buchhandlung Nachfolger, [1905-1907?].
- Johann Wolfang Goethe, Dramatische Fragmente und Ubersetzungen, Stuttgart und Berlin, J. G. Cotta'sche Buchhandlung Nachfolger, [1906?].
- Johann Wolfang Goethe, Italienische Reise, Stuttgart und Berlin, J. G. Cotta'sche Buchhandlung Nachfolger, [1907?].
- Johann Wolfang Goethe, West-ostlicher Divan, Stuttgart und Berlin, J. G. Cotta'sche Buchhandlung Nachfolger, [1905?].
- Johann Wolfang Goethe, Zeitdramen, Stuttgart und Berlin, J. G. Cotta'sche Buchhandlung Nachfolger, [1905?].
- Johann Wolfang Goethe, Schriften zur Kunst, vol. 1, Stuttgart und Berlin, J. G. Cotta'sche Buchhandlung Nachfolger, [1903-1904?].
- Johann Wolfang Goethe, Schriften zur Kunst, vol. 2, Stuttgart und Berlin, J. G. Cotta'sche Buchhandlung Nachfolger, [1903-1904?].
- Johann Wolfang Goethe, Schriften zur Kunst, vol. 3, Stuttgart und Berlin, J. G. Cotta'sche Buchhandlung Nachfolger, [1903-1904?].
- Johann Wolfang Goethe, Dramen in Prosa, Stuttgart und Berlin, J. G. Cotta'sche Buchhandlung Nachfolger, [1905?].
- Johann Wolfang Goethe, Singspiele, Stuttgart und Berlin, J. G. Cotta'sche Buchhandlung Nachfolger, [1903?].
- Johann Wolfang Goethe, Opere. Teatro, Stuttgart und Berlin, J. G. Cotta'sche Buchhandlung Nachfolger, [1905?].
- Johann Wolfang Goethe, Aus einer Reise in die Schweiz, Stuttgart und Berlin, J. G. Cotta'sche Buchhandlung Nachfolger, [1906?].
- Johann Wolfang Goethe, Schriften zur Literatur, vol. 1, Stuttgart und Berlin, J. G. Cotta'sche Buchhandlung Nachfolger, [1906-1907?].
- Johann Wolfang Goethe, Schriften zur Literatur, vol. 2, Stuttgart und Berlin, J. G. Cotta'sche Buchhandlung Nachfolger, [1906-1907?].
- Johann Wolfang Goethe, Wilhelm Meisters Lehrjahre, vol. 1, Stuttgart und Berlin, J. G. Cotta'sche Buchhandlung Nachfolger, [1904?].
- Johann Wolfang Goethe, Wilhelm Meisters Lehrjahre, vol. 2, Stuttgart und Berlin, J. G. Cotta'sche Buchhandlung Nachfolger, [1904?].
- Johann Wolfang Goethe, Register, Stuttgart und Berlin, J. G. Cotta'sche Buchhandlung Nachfolger, 1912.